# Bento Gonçalves (Rio Grande do Sul)
Bento Gonçalves é um município do estado do Rio Grande do Sul, na Região Sul do Brasil. Ao longo de sua história, já foi conhecido como Cruzinha e Colônia Dona Isabel. A cidade foi erguida na sede da Colônia Dona Isabel, distrito da cidade de Montenegro até 1890. A área era percorrida por indígenas caingangues, os quais se fixavam em pequenos grupos, especialmente nas margens do Rio das Antas, mas estes foram desalojados progressivamente pelos chamados "bugreiros", abrindo espaço, no final do século XIX, para que o governo do Império do Brasil decidisse colonizar a região com uma população europeia. Desta forma, milhares de imigrantes, em sua maioria italianos da região do Vêneto, mas com alguns integrantes de outras origens como alemães, franceses, espanhóis e polacos, cruzaram o mar e subiram a Serra Gaúcha, desbravando uma área ainda quase inteiramente virgem.
Depois de um início cheio de dificuldades e privações, os imigrantes conseguiram estabelecer uma próspera cidade, com uma economia baseada inicialmente na exploração de produtos agropecuários, com destaque para a uva e o vinho, cujo sucesso se mede na rápida expansão do comércio e da indústria na primeira metade do século XX. Ao mesmo tempo, as raízes rurais e étnicas da comunidade começaram a perder importância relativa no panorama econômico e cultural, à medida que a urbanização avançava, formava-se uma elite urbana ilustrada e a cidade se abria para uma maior integração com o resto do Brasil. Durante o primeiro governo de Getúlio Vargas houve uma séria crise entre os imigrantes e seus primeiros descendentes e o meio brasileiro, quando o nacionalismo foi enfatizado e as manifestações culturais e políticas de raiz étnica estrangeira foram severamente reprimidas. Depois da Segunda Guerra Mundial a situação foi apaziguada, e brasileiros e estrangeiros passaram a trabalhar concordes para o bem comum. Em 2016 o município adotou o talian como língua co-oficial, ao lado da língua portuguesa.
Atualmente, a cidade é o 16º município mais populoso do Rio Grande do Sul e o 248º município mais populoso do Brasil. Sua economia se baseia na produção de uva e vinho, no turismo e no setor moveleiro, sendo o maior polo moveleiro e um dos maiores polos industriais e turísticos do Brasil.

## Etimologia
A cidade recebeu o atual nome em 1890 por ocasião de sua emancipação, decidindo o governo provincial dar o nome de Bento Gonçalves, em homenagem a Bento Gonçalves da Silva, principal líder da Revolução Farroupilha e por cinco anos presidente da República Rio-Grandense. Anteriormente, foi chamada de Colônia Dona Isabel e também conhecida como Cruzinha. Ainda antes de se iniciar a imigração italiana, a região onde hoje está a cidade era chamada de Cruzinha por tropeiros que ali passavam, já que havia uma pequena cruz no local. Este nome, embora não oficial, designou a área por alguns anos, especialmente entre os anos de 1870 e 1875, enquanto era realizada a demarcação dos lotes que os imigrantes ocupariam, por ser um marco e ponto de referência.  Em 1870 é criada oficialmente a Colônia Dona Isabel, por decreto do governador da província, cujo nome foi uma homenagem à Princesa Isabel. O local, mesmo com o nome oficial de Colônia Dona Isabel, ainda era conhecido como Cruzinha, até que, após o estabelecimento da sede da Colônia e a chegada dos primeiros imigrantes em dezembro de 1875, o nome Cruzinha foi caindo em desuso, sendo designado apenas por Dona Isabel.

## História

### Contexto histórico
No final do século XIX, enquanto havia excesso de população na Europa, o Brasil modificou sua política de mão-de-obra e de terras. A maior parte do território brasileiro estava desabitada e sofria com a carência de mão-de-obra livre. Com o processo imigratório, o Brasil teria seus problemas resolvidos pela substituição da mão-de-obra escrava na lavoura e pelo povoamento de áreas desocupadas, com ênfase ao desenvolvimento agrícola das regiões do sul do Brasil. O território do Rio Grande do Sul ficou definido após três séculos e meio da chegada dos portugueses e espanhóis, onde ocorreram diversos conflitos pela disputa da terra. Pela ausência de recursos naturais do antigo sistema colonial, o Rio Grande do Sul ficou cinquenta anos isolado dos interesses tanto de Portugal quanto da Espanha.
Nos primeiros anos do século XVI, diversas expedições exploradoras portuguesas chegaram ao litoral, e passaram a chamar a terra de "Rio Grande de São Pedro". Esta ocupação portuguesa gerou diversos conflitos, além de acordos assinados para a delimitação das fronteiras. Em 1828, após a Guerra da Cisplatina chegar ao fim, foi assinado um acordo que delimitava a fronteira entre o Império do Brasil e o Uruguai. Os jesuítas também tiveram uma considerável importância para o desenvolvimento do Rio Grande do Sul. O comércio na região do Rio da Prata beneficiou as nações europeias, enquanto que a pecuária e a extração da erva-mate também foram decisivas para o processo de povoamento.
No Rio Grande do Sul, a imigração também era necessária para a revitalização da agricultura, principalmente para o cultivo de trigo, que estava abandonado desde 1820, além do povoamento das regiões da Campanha e dos Campos de Cima da Serra. Na região da Serra Gaúcha, a preocupação principal era no estabelecimento de núcleos para a produção de alguns alimentos para o mercado interno e urbano. Com isso, a divisão territorial foi refeita.

### Imigração
Em 1870, na Itália, chegava ao fim o movimento de unificação do país, onde as formas feudais são substituídas pelo capitalismo moderno. Mas antes, em 1855, o governo italiano institui altos impostos, endividando os pobres que perderam as terras para o governo ou para os proprietários maiores, também chamados de senhores, lembrando o feudalismo. O excesso de população aliado à doenças endêmicas e ao horror à guerra e ao serviço militar, deixaram o povo italiano sem perspectivas de melhorar sua própria qualidade de vida. A solução encontrada na época para uma vida mais digna era emigrar.
Desde a Idade Média, a Itália estava dividida em diversos estados, inclusive no século XIX, era constituída por algumas unidades políticas independentes. Com a difusão de ideias nacionalistas, além de um considerável crescimento do movimento liberal presente, a formação de um país unificado passou a ser defendida até mesmo pela burguesia. Surgiram ainda alguns conflitos entre as regiões do norte e sul, já que a porção norte tinha uma relação mais estreita com a Europa Central, que apresentava um alto e rápido nível de desenvolvimento industrial para a época, enquanto a porção sul tinha um povo com costumes mais arcaicos, com predomínio de estruturas latifundiárias.

### Chegada à colônia
A primeira leva desta corrente migratória chegou ao Brasil em 1875, fixando-se principalmente na região que hoje corresponde a Serra Gaúcha, onde haviam sido delimitadas, a partir de 1870, as colônias Conde d'Eu, Dona Isabel e Caxias, perfazendo as três primeiras colônias de imigração. Após alguns anos, o aumento da densidade populacional tornou os lotes pequenos, o que causou a mudança de local de imigrantes da região, onde alguns que estavam situados na Colônia Dona Isabel se transferiram para a colônia de Encantado. Posteriormente, a colônia de Encantado estava tão cheia que, no início do Século XX, às margens do Rio Taquari, iniciou sua expansão em direção ao norte, onde foram ocupadas as áreas que hoje pertencem aos municípios de Nova Bréscia, Putinga, Anta Gorda, Ilópolis e Arvorezinha. Da mesma forma, após a delimitação da colônia de Guaporé, os lotes restantes foram ocupados pelos filhos e netos dos imigrantes que inicialmente foram assentados nas colônias de Caxias (Caxias do Sul), Dona Isabel (Bento Gonçalves) e Alfredo Chaves (Veranópolis).
Diversos núcleos originaram outras colônias novas, como Caxias, que deu origem as colônias de São Marcos, Nova Trento (Flores da Cunha) e Nova Vicenza (Farroupilha), além de subdivisões como Ana Rech, Galópolis, Forqueta e Desvio Rizzo. Sob a área de influência da colônia Conde d'Eu estavam os municípios de Garibaldi, Carlos Barbosa, Daltro Filho, Coronel Pilar e Arcoverde. Mesmo com desmembramentos, as colônias permaneciam unidas, principalmente pela realização de festas de padroeiros e atos de culto.
Ao contrário de outras regiões gaúchas, que foram colonizadas por povos germânicos ou espanhóis, a Serra Gaúcha teve o predomínio italiano em sua colonização. Por serem totalmente católicos, os italianos fundaram a própria capela, formando-se ao seu redor as comunidades. A colonização da terra era feita em lotes, que foram doados pelo Governo Federal para cada família, onde estas deveriam ser cultivadas pela mesma, com objetivo agrícola, principalmente para o cultivo de trigo, milho, centeio, aveia, cevada, feijão, abóbora, frutas cítricas e, após alguns anos, as videiras.

### Colônia Dona Isabel
Até 1870, o território onde atualmente é Bento Gonçalves chamava-se Cruzinha, onde existem duas teses que definem o nome: o local onde morreu e foi enterrado um traçador de estradas; ou o local onde era o túmulo de um tropeiro. O Ato de 24 de maio de 1870, assinado pelo Presidente da Província João Sertório, determinou a criação das Colônias Dona Isabel e Conde d'Eu, deslocando para a região engenheiros, agrimensores e demais funcionários nomeados pela administração provincial a fim de demarcarem as linhas e lotes. Este foi o local em que grande parte dos imigrantes de origem italiana se estabeleceu pós-1875.
A colônia Dona Isabel, situada às margens do Rio das Antas, possuía cerca de 11,5 léguas quadradas, e ficava a cerca de 72 quilômetros distante da colônia sede, São José de Montenegro. Embora a altitude fosse de apenas 770 metros, as temperaturas costumavam-se ser muito baixas, não sendo rara a neve entre os meses de setembro e outubro, porém os colonos encontraram uma estabilidade de temperatura ideal para a plantação de culturas como milho, cevada, centeio, aveia, linho e algodão. O Rio das Antas, que atravessava a colônia, era totalmente navegável e era utilizado também para o transporte de madeira, através de barcos de vapor que seguiam até Porto Alegre. A população que habitava a colônia era bastante longeva, sendo que em um ano foram registradas apenas 37 mortes, em uma população que beirava as 14 mil pessoas, o que era atribuído a carga de trabalho aplicada, o que tornava as pessoas mais resistentes à doenças e complicações.

Inauguração da Igreja de Santo Antônio, após a demolição da capela de tábuas

Em 30 de setembro de 1876, o padre Bartolomeu Tiecher celebrou a primeira missa na colônia, no mesmo ano em que foi erguida a primeira igreja com tábuas, sendo ampliada dois anos depois com pedras e tijolos. Em 26 de abril de 1884, foi inaugurada a Paróquia de Santo Antônio de Pádua, santo escolhido devido a acentuada devoção dos imigrantes a ele.
Em 1881 foi iniciada a construção da primeira estrada de rodagem, que ligava as colônias Dona Isabel, Conde d'Eu e Alfredo Chaves, denominada na época como rodovia Buarque de Macedo, no trajeto onde atualmente localiza-se a BR-470. O tráfego de mulas de carga e carretas era mais intenso entre as colônias Dona Isabel e São João de Montenegro, local que era o ponto de embarque para embarcações no rio Caí. Tanto as tropas de animais como as carretas levavam de seis a sete dias para realizar o trajeto, que possuía cerca de noventa quilômetros ida e volta. Assim, os produtos da colônia eram levados até Montenegro e, de lá, partiam em barcos a vapor para Porto Alegre.
Segundo relatos do cônsul italiano Pascoale Corte, no ano de 1884 a colônia era constituída por dois territórios, com área total de 43 663 hectares, cerca de 8 339 habitantes, divididos entre o distrito sede, a Estrada Geral e as quatorze linhas que se subdividem.  A população era predominantemente italiana, pois os filhos, mesmo sendo brasileiros, são de família italiana, além de que os oitocentos austríacos pertenciam ao Tirol italiano, falando somente a língua italiana. Nesta área, havia cerca de 1 323 lotes coloniais, com cerca de quinze a trinta hectares cada um deles, dos quais apenas quarenta encontravam-se desocupados. O solo, embora montanhoso, era muito fértil, sendo favorável ao cultivo de gêneros de climas subtropicais. Na sede, havia duas casas de material pertencentes ao governo e 53 casas particulares, sendo 33 de madeira, doze de pedra e cinco de tijolos, enquanto nas linhas havia várias igrejas, além de 1 610 casas, das quais 1 426 de madeira, 157 de pedra e 27 de tijolos. Foi relatado também a existência de muitas casas de negócio, moinhos, cervejarias, farmácias, sapatarias, selarias, ferrarias, hotéis e teares para linho e seda. A Colônia possuía na sede uma Sociedade Italiana de Mútuo Socorro, com 85 sócios e um capital de reserva de cerca de dois mil francos, sendo fundada pelo advogado italiano Enrico Perrod, onde a mesma inaugurou uma escola italiana, que contava com cerca de sessenta alunos de ambos os sexos. Havia também uma escola pública mista, mantida pelo Governo, porém nas linhas, devido a escassez de professores, a instrução era bastante precária.

### Emancipação

Inauguração do Palácio Municipal, poucos anos após a emancipação.

Em 11 de outubro de 1890, o governador Cândido Costa publicou o Ato nº 474, o qual desmembrava a Colônia Dona Isabel de São João de Montenegro, emancipando o município. O mesmo determinava ainda que o novo município se chamaria "Bento Gonçalves", em uma homenagem ao general Bento Gonçalves da Silva, principal líder da Revolução Farroupilha e presidente da República Rio-Grandense entre 1836 e 1841.
No dia 24 de novembro de 1892, foi instalado o primeiro Conselho Municipal, encarregado de administrar o município, composto por sete cidadãos, que indicaram o coronel Antônio Joaquim Marques de Carvalho Júnior para ser o primeiro intendente do município, o mesmo que promulgou, mo mesmo dia, a Lei Orgânica do Município. O coronel Antônio foi reeleito para o cargo em três oportunidades (1895, 1900 e 1904), permanecendo no cargo por 32 anos.
Em 31 de outubro de 1900, após decreto promulgado pelo então governador do Rio Grande do Sul Borges de Medeiros, a então colônia Conde d'Eu foi desmembrada e elevada a categoria de município, sendo denominado como Garibaldi. Em 1907, Bento Gonçalves, que até então era termo de Caxias do Sul, foi elevada a sede de comarca, tendo em sua jurisdição os municípios de Bento Gonçalves, Garibaldi e Veranópolis, sendo nomeado como primeiro juiz o Dr. Antônio Casagrande, benemérito de todas as campanhas pelo progresso do município, entre elas a instalação da via férrea entre Bento Gonçalves, Garibaldi, Carlos Barbosa, Caxias do Sul e Montenegro, que efetivamente se concretizou no ano de 1919.
Segundo o relato do cônsul de Porto Alegre Eduardo dos Condes Compans de Brichanteau, o produto mais cultivado era o milho, sendo que o trigo, vinho e legumes não tinham igual sucesso. No município, encontravam-se algumas autoridades brasileiras, sendo uma intendência municipal, composta por um intendente e sete conselheiros, um juiz municipal suplente, um delegado de polícia e um juiz de paz, quase todos italianos naturalizados. No município encontravam-se também três instituições italianas, a "Sociedade Rainha Margarida", composta por cerca de 120 sócios, a "Sociedade Italiana do Mútuo Socorro", composta por cinquenta sócios, e a "Sociedade de Santa Eulália", composta por quarenta sócios. Neste mesmo relato, a população do município foi estimada em 25 mil habitantes, dos quais 22 mil eram italianos. A área era de 84 mil hectares, divididos em 2 616 lotes, sendo alguns terrenos áridos e rochosos, principalmente próximos a Garibaldi. Cada lote possuía uma extensão próxima de trinta hectares, tendo seus preços variando de seiscentos mil réis até seis contos de réis, dependendo de vários fatores, como localização, fertilidade das terras, entre outros.

### Desenvolvimento

Pharmacia Casagrande e a rua Marechal Deodoro, na esquina com a rua Candido Costa, defronte à prefeitura, por volta de 1930

Entre os fatos marcantes dos primeiros anos do município, podem ser citados: em 1905, um levante geral da população bento-gonçalvense contra a criação de um imposto no valor de 48 mil réis sobre os filhos que viviam com seus pais; em 1910 é fundado o "Jornal Bento Gonçalves", uma escola de ensino superior, implantado o telefone municipal, além do primeiro estabelecimento vinícola; em 1916, foram abertas as propostas para a implantação do ramal férreo entre o município e Garibaldi; em 1917, ocorreu a instalação da primeira agência do Banco da Província no município e a instalação da escola agrícola; em 1919, a inauguração do Clube Esportivo Bento Gonçalves, primeira agência do Banco Nacional do Comércio no município; em 1923 ocorreu a inauguração da usina hidrelétrica, causando a instalação de luz elétrica no município; e em 1926, a inauguração do Banco Popular do Rio Grande do Sul.
No início do século XX, a vila que contava com 17 461 habitantes, já apresentava características semi-urbanas. De 1907 a 1917, a população era distribuída em italianos, brasileiros, austríacos, poloneses, espanhóis, suíços, alemães, portugueses, franceses, venezuelanos, russos e ingleses. Foram inaugurados, em 1912 o Banco Pelotense, no prédio da cooperativa Agrícola, e em 1917 o Banco da Província. Os bancos surgiram com o objetivo de atender a demanda do acúmulo de capital para investimentos. Em 1919, o município contava também com alguns hotéis, e os meios de transporte eram as charretes e os cavalos.
No ano de 1916, Luiz Matheus Todeschini fundou no município a fábrica de acordeões Todeschini, na época localizada na Linha 15 da Graciema. Em 1925, durante uma exposição em Porto Alegre, a empresa recebeu uma medalha de ouro pelo seu acordeão com teclas, ganhando reconhecimento nacional e internacional. No ano de 1941, com o aumento da demanda e consequentemente da produção, a empresa transferiu suas atividades para um pavilhão localizado no bairro Cidade Alta. Em 1964, a fábrica possuía mais de setecentos funcionários, e a produção mensal girava em torno de 1,4 mil acordeões e trinta harmônios. Porém, no dia 13 de agosto de 1971, um forte incêndio consumiu grande parte das instalações da empresa, queimando os acordeões, maquinários e matéria prima, além de danificar a estrutura. Após restaurar as instalações, a empresa passou para o ramo moveleiro, mantendo-se no mesmo até os dias atuais.

A estação de Bento Gonçalves, logo após sua abertura em 1919.

Ainda em 1919, a linha ferroviária é instalada nos sinuosos vales do município, desenvolvendo um novo ritmo ao comércio e a indústria do município. O trem facilitou a circulação de mercadorias enriquecendo a oferta do comércio local, fazendo com que diversas empresas transferissem suas sedes para as proximidades da estação ferroviária. Em 1933, a população do município era atendida por 248 estabelecimentos comerciais, sendo que no mesmo ano é concluída a construção da torre da Igreja Santo Antônio. No mesmo ano iniciou-se o calçamento da rua Marechal Deodoro, no centro da cidade. A época também é marcada pelo surgimento de estabelecimentos especializados em tecidos e confecções.
No ano de 1924, o município tinha seu território dividido em seis distritos, denominados como Sede, Monte Belo, Jansen, Nova Pompéia, Santa Teresa e Faria Lemos. Cada distrito possuía um subintendente que desempenhava as funções delegadas pelo intendente, bem como as de autoridade policial. O município também era cortado por diversas estradas de rodagem, que se encontravam em ótimo estado para a época. A via férrea, instalada desde 1919, passou a ser ampliada e sua demanda também aumentou.
Em 1925, cinquenta anos após a emancipação do município, a principal economia do mesmo baseava-se na agricultura, principalmente em produtos derivados de suínos, como a banha, sendo seguida pela produção de vinho. Os números das produções podem comprovar isso, sendo registrado nesse ano a produção de dois mil quilos de banha, sessenta mil quilos de erva-mate, quarenta mil quilos de trigo, mil quilos de arroz, mil quilos de lentilha, dois mil quilos de centeio, dois mil quilos de aveia, três mil quilos de batata, oitenta mil quilos de suco de uva, seis mil quilos de linho, vinte mil quilos de de açúcar, cinquenta mil quilos de de mel, doze mil quilos de cebola, oitenta mil quilos de carne de porco, 250 mil dúzias de ovos, 35 mil litros de vinho, trinta mil quilos de nozes, 150 mil quilos de de trança de palha, vinte mil quilos de manteiga, vinte mil quilos de cera de abelha e 150 mil quilos de frutas diversas.
O cônsul da Itália no município, doutor Gino Battochio, sugeriu trazer ao município o médico italiano Bartholomeu Tacchini, instalando-se em uma casa de madeira próxima à Igreja Santo Antônio. Com o aumento da demanda, o local foi transferido para onde localiza-se atualmente a sede da empresa de couros Fasolo, porém com o decorrer do tempo esta estrutura também tornou-se precária. Após ameaças de sair do município, um terreno na área central foi arrendado e construiu-se, neste local, o primeiro pavilhão do hospital, onde atualmente realiza-se atendimentos do Sistema Único de Saúde, que foi inaugurado no dia 13 de março de 1927.

Município no ano de 1957, com o Estádio da Montanha em primeiro plano.

A rede elétrica, instalada a partir de 1940, estende-se aos demais bairros e localidades do interior. A agricultura vai sendo substituída pela indústria, que aos poucos diversifica sua produção, gerando mais emprehgos. A industrialização atrai um novo contingente de trabalhadores, a grande maioria migrantes de outros municípios da região, além de aumentar a circulação de dinheiro e mudar os hábitos e costumes dos moradores. No início da década de 1950, o município apresentava uma total de 23 440 habitantes, sendo 6 380 da zona urbana e 17 060 das zonas rural e suburbana, correspondendo a cerca de 0,62% da população do Rio Grande do Sul na época, sendo que eram divididas numa área de 478 quilômetros quadrados.
Com o aumento do trânsito entre Bento Gonçalves e Veranópolis, no ano de 1942 inicia-se a construção da Ponte Ernesto Dornelles. Dois anos depois, durante a construção, a estrutura de madeira da ponte cedeu e grande parte do vão central da ponte desabou, derrubando operários que trabalhavam a 25 metros de altura das águas rio das Antas. O acidente custou a vida de dezenas de operários, e as obras foram interrompidas até o ano de 1949, quando foi reiniciada com um projeto completamente novo, de uma ponte com sua estrutura de ferro. A ponte, que possui uma estrutura diferente, é constituída por dois grandes arcos paralelos, tendo um vão de 186 metros e comprimento de 278 metros, fazendo com que seja considerada a terceira maior ponte de arcos do mundo.

Movimentação durante a realização da I Fenavinho no Parque de Eventos.

O reverendo Arnaldo Gasparotto, padre da Igreja Cristo Rei, teve a ideia de realizar um festival local, para unir a comunidade, promovendo a Primeira Exposição de Uvas, no salão paroquial. A ideia foi ampliada quando a associação de pais e mestres do Colégio Marista Aparecida, em 1965, sugeriu a realização de uma Festa do Vinho, que inicialmente tomou proporções municipal, posteriormente estadual e então nacional. O prefeito em exercício, Ervalino Plácido Bozzeto, adquire uma área de aproximadamente 220 mil metros quadrados dos Irmãos Grando, onde seria realizada a construção do Parque da Fenavinho. O movimento estava tomando corpo rapidamente e todos os segmentos da comunidade se engajaram para formar o sucesso da festa, trazendo o nascimento de uma nova era para o município. O vinho, que até então desfrutava de uma imagem dúbia, entre potencial econômico e bebida "do pecado", passou a ser tema de todos os sermões nas missas. Os padres buscavam na Bíblia passagens e citações que falassem do vinho como sendo "a bebida sagrada". Tanto é que, depois, o desfile dos carros alegóricos da primeira Fenavinho teve como tema "o vinho na Bíblia".

Presidente Humberto de Alencar Castelo Branco visita a primeira edição da Fenavinho.

A população do município começou a arrumar suas casas, pintar, reformar, embelezar jardins e ruas, a fim de receber as autoridades e visitantes da festa. Nas vitrines, criações trabalhosas e originais, especialmente bonecos feitos com papel machê por mãos delicadas de voluntárias mulheres da comunidade. Em 5 de fevereiro de 1967, a cidade de Bento Gonçalves recebia pela primeira vez a visita de um Presidente da República, o marechal Humberto de Alencar Castelo Branco, acompanhado pelo então chefe da Casa Civil e natural do município Ernesto Geisel, inaugurando oficialmente a primeira edição da Festa Nacional do Vinho (Fenavinho). Apesar de ser um dia chuvoso, o presidente visitou também a nova sede da Caixa Econômica Federal e a Adega Dreher, onde foi homenageado com um banquete, que contou com a presença de quinhentas pessoas, entre elas o governador do Rio Grande do Sul, coronel Walter Peracchi Barcelos. No dia 12 de março do mesmo ano, é encerrada a 1ª Fenavinho, após ser prestigiada por milhares de pessoas do Brasil, Argentina e Uruguai, marcando a história de Bento Gonçalves.
O trem não consegue atender o ritmo de crescimento e, em 1970, é inaugurada a RST-470, totalmente asfaltada, unindo o Alto Uruguai à Porto Alegre. Em 1975, a base da economia do município concentrava-se ainda na agricultura, sendo um grande produtor de uvas e vinhos, com destaque nacional e internacional. Além das indústrias de vinho, figuram as de móveis, couro, transformação de beneficiamento de cereais, plásticos, produtos suínos, entre outros, totalizando 480 indústrias.
Na década de 1970, surgiu a ideia da realização de uma feira de móveis produzidos no município, levada a prática por empresários que buscavam a projeção nacional e internacional de seus produtos. Com isso, surgiu em 1977 a primeira edição da Mostra do Mobiliário, que após um tempo passou a se chamar Movelsul Brasil. A partir de 1982, passou a ser organizada nos anos pares. Já na década de 1990, surgiram outras duas feiras: a ExpoBento, feira de variedades voltada à comunidade, e a Fimma Brasil, feira de máquinas, matéria-prima e acessórios para a indústria moveleira, que surgiu com o objetivo de permitir o acesso das micros, pequenas e médias empresas à tecnologia de ponta no setor. Além destes, outros eventos passaram a ser realizados no município, como a Festa de Santo Antônio de Pádua, no dia 13 de junho de cada ano, a Semana de Bento, com foco nas comemorações do aniversário do município, e o Bento em Dança, denominado também como Festival de Danças do Mercosul.
Após a criação do distrito do Vale dos Vinhedos, através da Lei Municipal nº 1805 em 17 de agosto de 1990, Bento Gonçalves passou a ser um dos principais destinos de viagem e o principal destino enoturístico do Brasil e um dos principais do mundo, onde os viajantes podem visitar as mais de sessenta vinícolas do município, realizar degustações e visitas aos parreirais de uva, além de adquirir os produtos diretamente de seus produtores.

## Geografia
Bento Gonçalves é um município do estado do Rio Grande do Sul, Brasil. Está localizado a uma longitude de 51º31'08'' oeste e a uma latitude de 29º10'15'' sul. Pertence à Região Geográfica Intermediária de Caxias do Sul e à Região Geográfica Imediata de Bento Gonçalves, além de fazer parte da Região Metropolitana da Serra Gaúcha. Segundo o Instituto Brasileiro de Geografia e Estatística, tem uma área de 274 km². Está a 109 quilômetros de distância da capital do estado, Porto Alegre, e 1,9 mil quilômetros de Brasília, capital federal. Faz divisa com os municípios de Veranópolis ao norte, Pinto Bandeira a leste, Farroupilha a sudeste, Garibaldi a sul, Santa Tereza a sudoeste, Monte Belo do Sul a oeste e Cotiporã a noroeste.

### Relevo

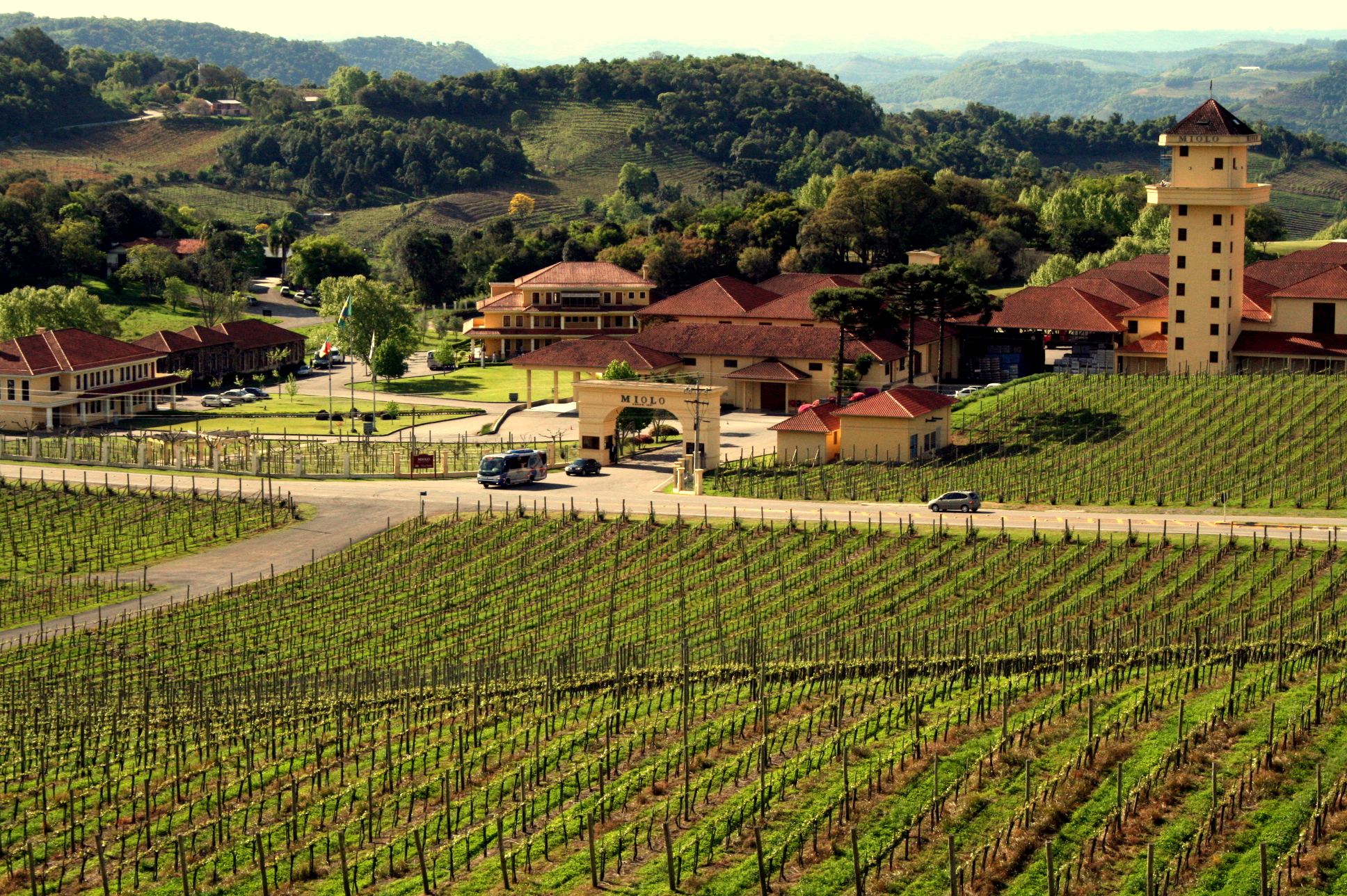
Vinícola Miolo, localizada no Vale dos Vinhedos, principal destino enoturístico do Brasil.

Localizada na região fisiográfica do Rio Grande do Sul denominada Encosta Superior do Nordeste, parte da Serra do Mar, o núcleo urbano original da cidade foi erguido sobre uma extensão em forma de península do Planalto de Vacaria, um antigo derrame basáltico sobre uma base granítica, cuja topografia é um declive contínuo, mas suave, desde a fronteira do estado de Santa Catarina, com uma inclinação média de cerca de dois metros por quilômetro.
Bento Gonçalves situa-se a uma altitude de 691 metros, sendo um dos municípios mais elevados da Serra Gaúcha e do estado do Rio Grande do Sul. O relevo do município é formado predominantemente pelo planalto, contendo pequenas falhas geológicas, vales, poucas áreas planas e muitos morros. O mesmo originou-se na era mezosóica, com sucessivos derramamentos de lavas sobre o deserto de Botucatu, através de rachaduras na superfície, formando as rochas ígneas extrusivas. As rochas extrusivas são as que se originaram das lavas resfriadas na superfície de terra, formando o basalto, que é uma rocha escura com pequena quantidade de silício, constituindo solos argilosos muito férteis.
O relevo do município sofre processo de erosão desde a sua formação, principalmente por causa das alterações ambientais e da ação do homem. Os detritos da erosão são depositados nas áreas mais baixas, provocando, muitas vezes o assoreamento dos rios, diminuindo seu leito, fazendo com que se tenha um cuidado maior no cultivo dos produtos agrícolas nas declividades, para evitar a erosão do solo, principalmente nas margens do rio. Atualmente, o relevo de Bento Gonçalves é bastante modificado na área urbana pelas construções, enquanto na área rural a sua configuração é uma importante atração turística, pela presença marcante de montes e vales, principalmente na região em que está localizado o Vale dos Vinhedos, principal destino enoturístico do país.

### Hidrografia

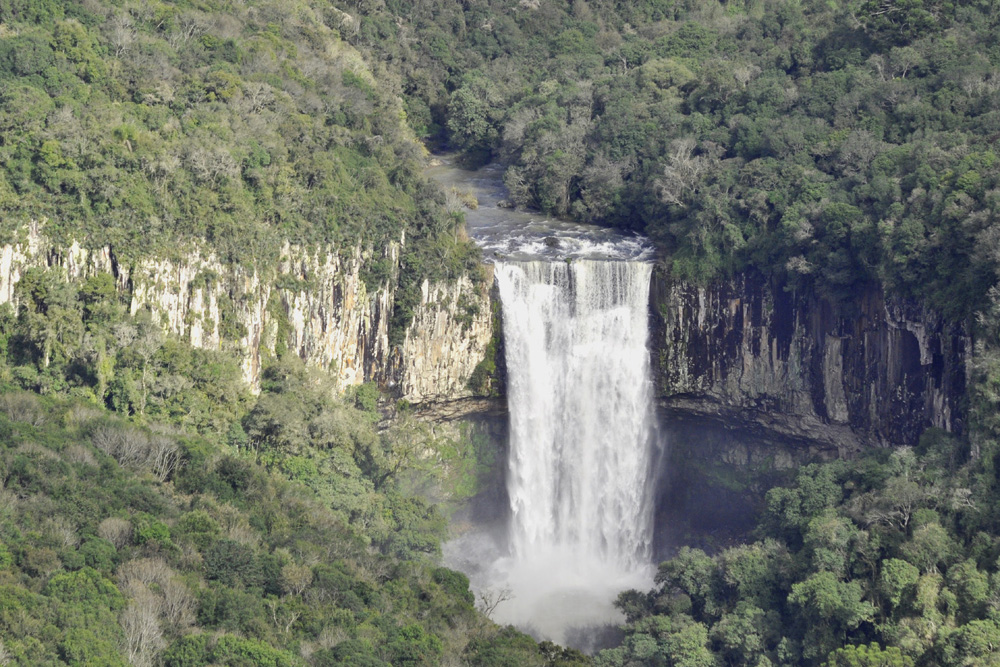
Cascata dos Amores, localizada nos Caminhos de Pedra, próximo a Pinto Bandeira.

A hidrografia de Bento Gonçalves é composta por um rio principal, seus afluentes e subafluentes. O rio principal é chamado de Rio das Antas, nascendo na cidade de São José dos Ausentes e percorrendo vários municípios, contornando as encostas gaúchas. O rio recebe vários nomes desde a sua nascente até a foz, trocando de nome na confluência com o rio Carreiro, na divisa dos municípios de São Valentim do Sul e Santa Tereza, onde passa a se chamar Rio Taquari, que desemboca no Rio Jacuí e este no Lago Guaíba, que, em seguida, desemboca na Laguna dos Patos e após no Oceano Atlântico. O rio das Antas faz divisa entre os municípios de Bento Gonçalves e Veranópolis, onde a ligação entre estes municípios é feita através da ponte Ernesto Dornelles, a qual é a única ponte do estado sem pilares, sustentada apenas por dois arcos paralelos.
No município encontram-se vários riachos que favorecem o embelezamento turístico e paisagístico, podendo-se citar a Cascata Branca, que localiza-se no Country Club, e a Cascata dos Amores, localizada próximo ao bairro Barracão. Existe uma ponte próxima ao município de Pinto Bandeira sobre o Rio Vinte (afluente do Rio das Antas), construída de pedra pelos primeiros imigrantes italianos, que continua sendo utilizada pelos moradores da região.
A água que abastece o município é proveniente dos arroios Barracão e Burati, próximos ao município de Pinto Bandeira, os quais são alvo de grande debate pela população, principalmente pela ação de empresas que despejam seus poluentes nas proximidades. A cidade possui ainda três usinas hidrelétricas para o abastecimento elétrico da população, a Usina Hidrelétrica 14 de Julho, Usina Hidrelétrica Castro Alves e Usina Hidrelétrica Monte Claro.

### Clima

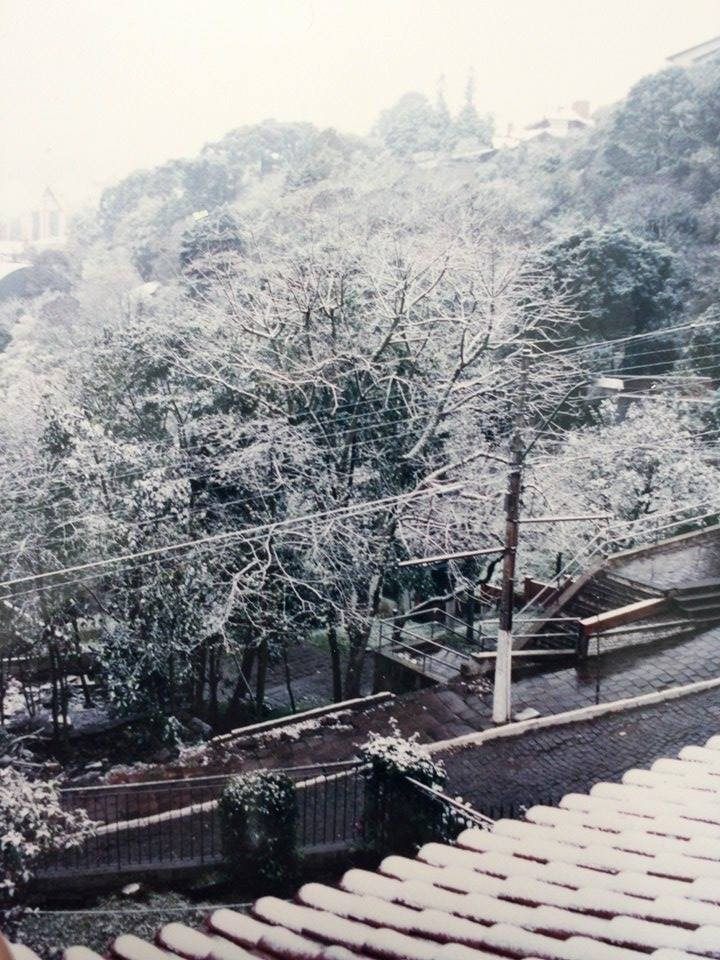
Manhã de inverno no município

O município de Bento Gonçalves localiza-se ao sul do Trópico de Capricórnio, portanto seu clima é classificado como subtropical úmido, com invernos frios e verões quentes, sendo outono e primavera consideradas estações de transição. A umidade do ar é relativamente elevada e as chuvas são regulares e abundantes durante o ano todo, com índice pluviométrico de aproximadamente 1 800 milímetros (mm) anuais. Esporadicamente também podem ocorrer quedas de neve, tal como a ocorrida em 1979, durante uma partida de futebol entre o Esportivo de Bento Gonçalves e o Grêmio de Porto Alegre, que ficou conhecida como "Jogo da Neve".
No município, predominam as chuvas frontais ou ciclonais, devido ao contato de frentes quentes e frias, resultando em uma queda de temperatura e precipitações. Quando há temperatura elevada e grande evaporação, ocorrem chuvas convectivas, que acontecem, geralmente, no verão. As alterações de temperatura são bastante influenciadas pela altitude, já que por exemplo o centro da cidade, que possui maior altitude, tem uma temperatura mais baixa em relação ao vale do Rio das Antas, que está em uma altitude menor. Devido à localização latitudinal e por estar distante do mar, o município possui temperaturas mais baixas, principalmente, no inverno. Muitas vezes, as temperaturas ocasionam mudanças nos cultivos agrícolas por serem variadas durante o dia.
Segundo dados do Instituto Nacional de Meteorologia (INMET), desde o ano de 1961 a menor temperatura registrada em Bento Gonçalves foi de −4,5 °C em 14 de julho de 2000 e a maior atingiu 37,9 °C em 22 de janeiro de 2022, superando o recorde anterior de 37,6 °C em 17 de novembro de 1985. O maior acumulado de precipitação registrado em 24 horas alcançou 264 mm em 28 de junho de 1982. Desde dezembro de 2006, quando teve início o monitoramento de forma automática, a rajada de vento mais intensa chegou a 27,9 m/s (100,4 km/h) em 15 de maio de 2014, enquanto o menor índice de umidade relativa do ar (URA) foi de 12%, na tarde do dia 1 de fevereiro de 2012.
| Dados climatológicos para Bento Gonçalves                                                        | Dados climatológicos para Bento Gonçalves | Dados climatológicos para Bento Gonçalves | Dados climatológicos para Bento Gonçalves | Dados climatológicos para Bento Gonçalves | Dados climatológicos para Bento Gonçalves | Dados climatológicos para Bento Gonçalves | Dados climatológicos para Bento Gonçalves | Dados climatológicos para Bento Gonçalves | Dados climatológicos para Bento Gonçalves | Dados climatológicos para Bento Gonçalves | Dados climatológicos para Bento Gonçalves | Dados climatológicos para Bento Gonçalves | Dados climatológicos para Bento Gonçalves |
| Mês                                                                                              | Jan                                       | Fev                                       | Mar                                       | Abr                                       | Mai                                       | Jun                                       | Jul                                       | Ago                                       | Set                                       | Out                                       | Nov                                       | Dez                                       | Ano                                       |
| ------------------------------------------------------------------------------------------------ | ----------------------------------------- | ----------------------------------------- | ----------------------------------------- | ----------------------------------------- | ----------------------------------------- | ----------------------------------------- | ----------------------------------------- | ----------------------------------------- | ----------------------------------------- | ----------------------------------------- | ----------------------------------------- | ----------------------------------------- | ----------------------------------------- |
| Temperatura máxima recorde (°C)                                                                  | 37,9                                      | 35,3                                      | 35                                        | 32,2                                      | 29,5                                      | 27,2                                      | 29                                        | 30,8                                      | 33,4                                      | 34,1                                      | 37,6                                      | 36,8                                      | 37,9                                      |
| Temperatura máxima média (°C)                                                                    | 27,3                                      | 27                                        | 26                                        | 22,9                                      | 19,3                                      | 17,5                                      | 17,4                                      | 19,6                                      | 20,3                                      | 22,7                                      | 24,7                                      | 26,7                                      | 22,6                                      |
| Temperatura média compensada (°C)                                                                | 21,9                                      | 21,6                                      | 20,5                                      | 17,9                                      | 14,6                                      | 13                                        | 12,5                                      | 14                                        | 14,8                                      | 17,5                                      | 19,2                                      | 20,9                                      | 17,4                                      |
| Temperatura mínima média (°C)                                                                    | 17,7                                      | 17,7                                      | 16,6                                      | 13,8                                      | 10,9                                      | 9,3                                       | 8,5                                       | 9,5                                       | 10,5                                      | 13                                        | 14,5                                      | 16,4                                      | 13,2                                      |
| Temperatura mínima recorde (°C)                                                                  | 8,5                                       | 7,1                                       | 5                                         | 1,5                                       | −1,4                                      | −3,5                                      | −4,5                                      | −3,8                                      | −1,6                                      | 0                                         | 4                                         | 6,3                                       | −4,5                                      |
| Precipitação (mm)                                                                                | 162,1                                     | 151,7                                     | 117,8                                     | 124,3                                     | 130,3                                     | 144,4                                     | 188,5                                     | 148,9                                     | 161,3                                     | 185,6                                     | 138,4                                     | 128,6                                     | 1 781,9                                   |
| Dias com precipitação                                                                            | 12                                        | 11                                        | 10                                        | 8                                         | 9                                         | 10                                        | 10                                        | 9                                         | 10                                        | 10                                        | 9                                         | 8                                         | 116                                       |
| Umidade relativa compensada (%)                                                                  | 75,7                                      | 77,9                                      | 77,1                                      | 77,5                                      | 80,1                                      | 80,5                                      | 77,3                                      | 72,5                                      | 75                                        | 75,9                                      | 73,2                                      | 72,7                                      | 76,3                                      |
| Insolação (h)                                                                                    | 223                                       | 197,4                                     | 212,5                                     | 181,9                                     | 152,4                                     | 131,2                                     | 153,2                                     | 168,8                                     | 169,1                                     | 183,4                                     | 220,4                                     | 241,4                                     | 2 234,4                                   |
| Fonte: EMBRAPA/INMET (normal climatológica de 1981-2010; recordes de temperatura: 1961-presente) |                                           |                                           |                                           |                                           |                                           |                                           |                                           |                                           |                                           |                                           |                                           |                                           |                                           |

### Vegetação

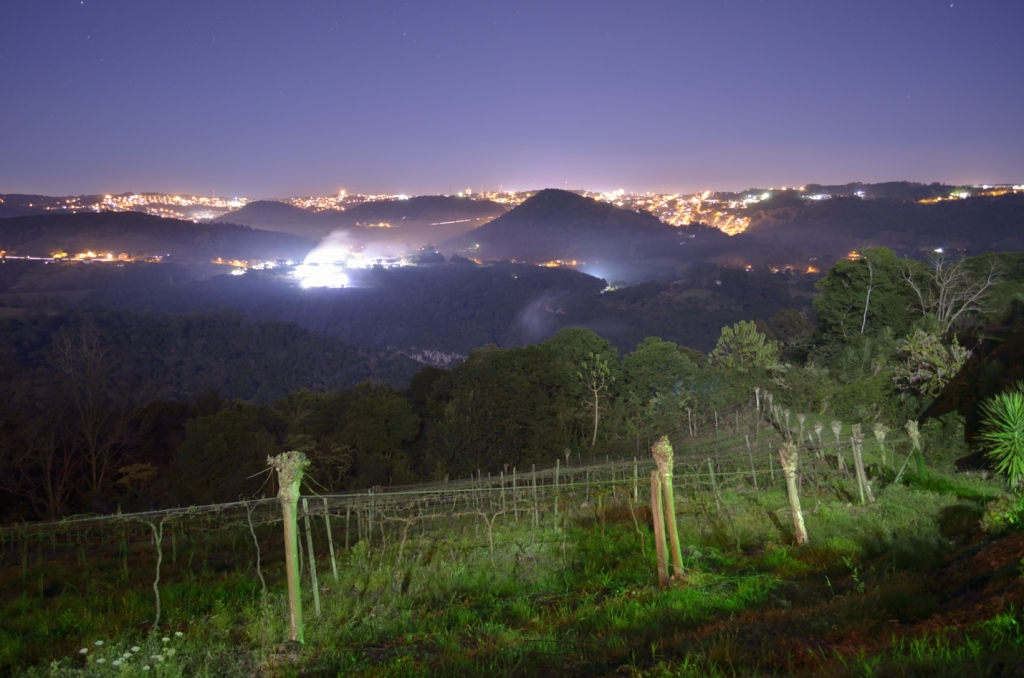
Vegetação atlântica nos arredores do município

A vegetação do município é formada principalmente por araucárias, com alternância de ipês, cedros, pitangueiras, cerejeiras, erva-mate, louros, goiabeiras, quaresmeiras, primavera, canjeranas, angico, Pata-de-Vaca, entre outras, constituindo uma floresta subtropical. A araucária se expandiu no município com ajuda da gralha azul, que enterrava os pinhões e os esquecia, além de ser influenciada pelas condições do clima úmido e frio.
O município é constituído por aproximadamente 32% de mata nativa, que são árvores de grande porte consideradas "porta-sementes", alimentam animais e se encontram em áreas de declividade, próximas aos rios. O restante das matas é constituído por capoeirões, que substituíram a mata nativa. Existem também áreas de reflorestamento com pinheiros, eucaliptos e uvaias, muitas vezes desequilibrando o ecossistema da região por serem originárias de outros locais. Ainda assim, ocorrem contínuos desmatamentos e queimadas nas áreas rurais para o cultivo de produtos agrícolas, o que é proibido segundo o Código de Meio Ambiente, devendo substituir o corte da árvore por outra semelhante, o que pouco acontece.
Na zona urbana, segundo dados extraídos do Instituto Brasileiro de Geografia e Estatística (IBGE), cerca de 72,5% das vias públicas são arborizadas, um número considerado abaixo da média nacional e estadual. Outro ponto estudado e debatido pela população local é a deterioração das vias públicas, causadas pelo avanço das raízes de árvores, podendo ser considerado um dos fatores contribuintes para a baixa porcentagem.

## Demografia
O município é um polo de atração migratória da região, e possui 16% da população da Região Metropolitana da Serra Gaúcha (RMSG), com taxas de crescimento entre 25 e 30% a cada década. A RMSG é composta pelos municípios de Bento Gonçalves, Carlos Barbosa, Caxias do Sul, Farroupilha, Flores da Cunha, Garibaldi, Monte Belo do Sul, Nova Pádua, Santa Tereza e São Marcos. Perfazia, segundo estatísticas do Instituto Brasileiro de Geografia e Estatística de 2019, uma população de 827 725 habitantes.
Em 2017, a população total do município era de 115 069 habitantes, com uma densidade demográfica de 280,86 hab/km². A expectativa de vida ao nascer em 2010 era de 75,52 anos, o Índice de Mortalidade Infantil em 2013 era de 8,17 por mil nascidos vivos. Em 2010, a taxa de urbanização era de 91,4%, com 92,5% da população vivendo em zona urbana. A pirâmide etária mostrava 16% da população com menos de 15 anos, 70,6% entre 15 e 64 anos, e 13,4% acima de 65 anos. O Índice de Desenvolvimento Humano era de 0,778, fazendo a cidade ocupar a 145ª posição entre os municípios brasileiros e a 16ª posição no estado. O Coeficiente de Gini, um indicador de desigualdade social, era de 0,45, revelando média concentração de renda.
A classificação do IBGE segundo cor ou raça encontra-se dividido nas seguintes categorias: brancos, pardos, pretos, amarelos e indígenas. Os negros correspondem ao somatório das populações pardas e pretas. A composição por cor ou raça é verificada pela autodeclaração. Conforme o Censo 2010, a população de Bento Gonçalves era composta por 93 781 brancos (87,4%); 10 962 pardos (10,2%); 2 205 pretos (2,1%); 234 amarelos (0,2%); e 71 indígenas (0,06%). Os brancos são descendentes, principalmente, de alemães, italianos e poloneses.
Tal como a variedade cultural em Bento Gonçalves, são diversas as manifestações religiosas presentes na cidade. Embora tenha se desenvolvido sobre uma matriz social eminentemente católica, é possível encontrar atualmente na cidade dezenas de denominações protestantes diferentes. Além disso, o crescimento dos evangélicos também tem sido notado chegando a 11,17% da população. De acordo com dados do censo de 2010, realizado pelo Instituto Brasileiro de Geografia e Estatística, quanto a população de Bento Gonçalves, 81,88% se declararam pertencentes à Igreja Católica Apostólica Romana; 11,17% aos credos evangélicos; 1,09% disseram ser espíritas; 1,09% sem religião definida; 0,52% testemunhas de Jeová; 0,24% da Igreja de Jesus Cristo dos Santos dos Últimos Dias; 0,31% umbandistas e candomblés e 0,25% de outas religiões. O percentual dos que não possuem filiação religiosa alguma é 3,45% - inferior à média nacional, de 7,3%.

## Economia
Composição da economia do município
O município de Bento Gonçalves figura entre as dez maiores economias do Rio Grande do Sul. Os principais setores que movem o município são o moveleiro e o vitivinícola, mas também há força nos setores alimentício e metalúrgico. O município é sede de cinco das quinhentas maiores empresas do Sul do Brasil (Todeschini, Vinícola Salton, Bertolini, Unicasa e Newsul), sendo três indústrias moveleiras, uma vinícola e uma indústria de embalagens. Em 2015, o Produto Interno Bruto municipal era de 5,2 bilhões de reais, enquanto o produto interno bruto per capita era de 46,3 mil reais. No ano de 2014, em relação às finanças públicas, as receitas orçamentárias contabilizavam 387,6 milhões de reais, e as despesas chegaram a 333 milhões de reais, com um superávit de 54 milhões de reais. O setor de serviços correspondem a 59,28 por cento do valor adicionado bruto, enquanto a indústria e agropecuária contribuem com 38,29 por cento e 2,42 por cento, respectivamente.
Em 2015, a cidade alcançou o maior Índice de Desenvolvimento Socioeconômico (Idese) entre os municípios com mais de 100 mil habitantes no Rio Grande do Sul, com um índice de 0,831. Além disso, alcançou índices acima de 0,800, considerado de alto desenvolvimento, em dois de três blocos do Idese - renda e saúde. Além dos setores citados, outro setor que tem grande força no município é o de turismo, tendo como principais destinos o Vale dos Vinhedos, Caminhos de Pedra e Vale do Rio das Antas, além do tradicional passeio de Maria Fumaça. Segundo dados da Secretaria de Turismo do município, mais de 1,4 milhões de turistas visitaram a cidade em 2017, sendo que 830 mil procuraram atrativos urbanos, 416 mil o Vale dos Vinhedos, 95 mil os Caminhos de Pedra, 83 mil o Vale do Rio das Antas e 50 mil outras atrações.
Em 2017, havia 10 351 empresas de todas as categorias econômicas em atividade, sendo 43% do setor de serviços, 18% do comércio, 14% de autônomos, 7% da indústria e 18% de outros setores. Além destas, existem ainda 4 222 microempreendedores individuais. Apesar disso, o setor da indústria é o que gera maior faturamento bruto ao município, chegando a marca de 5,3 bilhões de reais ao ano, seguido pelo comércio com 1,9 bilhões de reais, totalizando todos os setores com um faturamento bruto de 8,62 bilhões de reais por ano ao município. Com base nisso, a participação dos setores na economia do município é liderada pela indústria com 65,8%, seguido pelo comércio com 20,1%, e pelo setor de serviços, com 14,1% do faturamento.
Já em 2016, o município empregava 42 470 pessoas com carteira assinada. Destes, 39% trabalhavam em empresas do setor da indústria de transformação; 38,8% no setor de serviços; 15,3% no setor de comércio; 14,2% na fabricação de moveis; e 11,9% no comércio varejista. Por faixa etária, 1,9% possuíam até 17 anos; 16,3% entre 18 e 24 anos; 16,3% entre 25 e 29 anos, 30,3% entre 30 e 39 anos; 19,6% entre 40 e 49 anos; 14,4% entre 50 e 64 anos; e 1,2% com mais de 65 anos.

### Setor moveleiro
O setor industrial, com todas suas atividades, é o mais importante setor do município, sendo responsável em 2016 por 64,8% do faturamento bruto do município. Dentro do setor industrial como um todo, o segmento moveleiro é o mais importante, já que é responsável por 36% do faturamento bruto municipal. Dentro da indústria da transformação do município, o setor moveleiro corresponde ainda a 36,6% dos empregos formais (6,1 mil) e 46,1% das exportações. A quantidade de empresas moveleiras em Bento Gonçalves, segundo dados do Sindicato das Indústrias do Mobiliário de Bento Gonçalves, é de 300 empresas. Estes dados são próximos dos divulgados pelo Ministério do Trabalho, que apresentou 263 empresas ativas e com funcionários registrados, correspondendo a, na maioria, microempresas (75% do total).
O setor moveleiro de Bento Gonçalves corresponde, respectivamente para Rio Grande do Sul e Brasil, 10,9% e 1,5% das empresas, 29,9% e 4,6% do faturamento e 19,5% e 6% das exportações. Segundo o Sindmóveis, o faturamento foi de 808,7 milhões de reais, representando 28,4% do total estadual. Na comparação com o primeiro semestre de 2016, houve uma redução de 10,3%. As principais empresas deste setor são a Bentec, Bertolini, Carraro, Dalmóbile, Italínea, Masisa, Multimóveis, SCA e Unicasa, que exportam seus produtos a diferentes regiões do Brasil e da América Latina.

### Setor metalúrgico e construção civil
O setor metalúrgico, que inclui também os setores mecânico e de material elétrico, ocupa o segundo lugar na hierarquia sócio econômica do município. Estima-se uma participação de 19,3% sobre o faturamento bruto total da indústria de transformação e 12,4% sobre o faturamento bruto total do município. Conforme informações do Sindicato das Indústrias Metalúrgicas, Mecânicas e de Material Elétrico (SIMMME), a base territorial é composta de aproximadamente por 330 indústrias, que fecharam o ano de 2016 com cerca de 3,9 mil empregos. O faturamento foi de mais de 500 milhões de reais, enquanto as exportações atingiram a casa dos 11 milhões de dólares no mesmo ano.
A Associação das Empresas de Construção Civil realiza, desde 1998, o Censo Imobiliário no município, onde são analisados empreendimentos residenciais e comerciais através dos projetos aprovados pelo Instituto de Pesquisa e Planejamento Urbano, com áreas superiores a quinhentos metros quadrados destinados à comercialização e não considerando as obras industriais. No ano de 2017, identificaram-se 165 empreendimentos no município com áreas superiores a quinhentos metros quadrados, sendo que destes, possuem unidades à venda ou vendidas 112 empreendimentos de 59 empresas ou pessoas físicas. O total de imóveis novos em oferta para venda era de 1 374 unidades.
Predominaram em 2017 os imóveis de dois dormitórios, seguidos pelos imóveis de um dormitório, situação um pouco diferente na comparação com 2015, quando os principais tipos eram de dois e de três. A média de vagas de estacionamento de 1,5 por unidade. A quantidade de lançamentos em 2017 apresentou o menor valor em cinco anos, assim como as vendas, as quais corresponderam a 50% do que foi vendido em 2013. Quanto ao contingente humano, segundo registros do Ministério do Trabalho, este setor registrou em dezembro de 2016 2 467 empregos formais, correspondente a 5,8% do total do município. Além disso, a construção civil segue apresentando o mais alto grau de rotatividade mensal (5,8% ao mês), o maior entre os setores do município.

### Setor vitivinícola

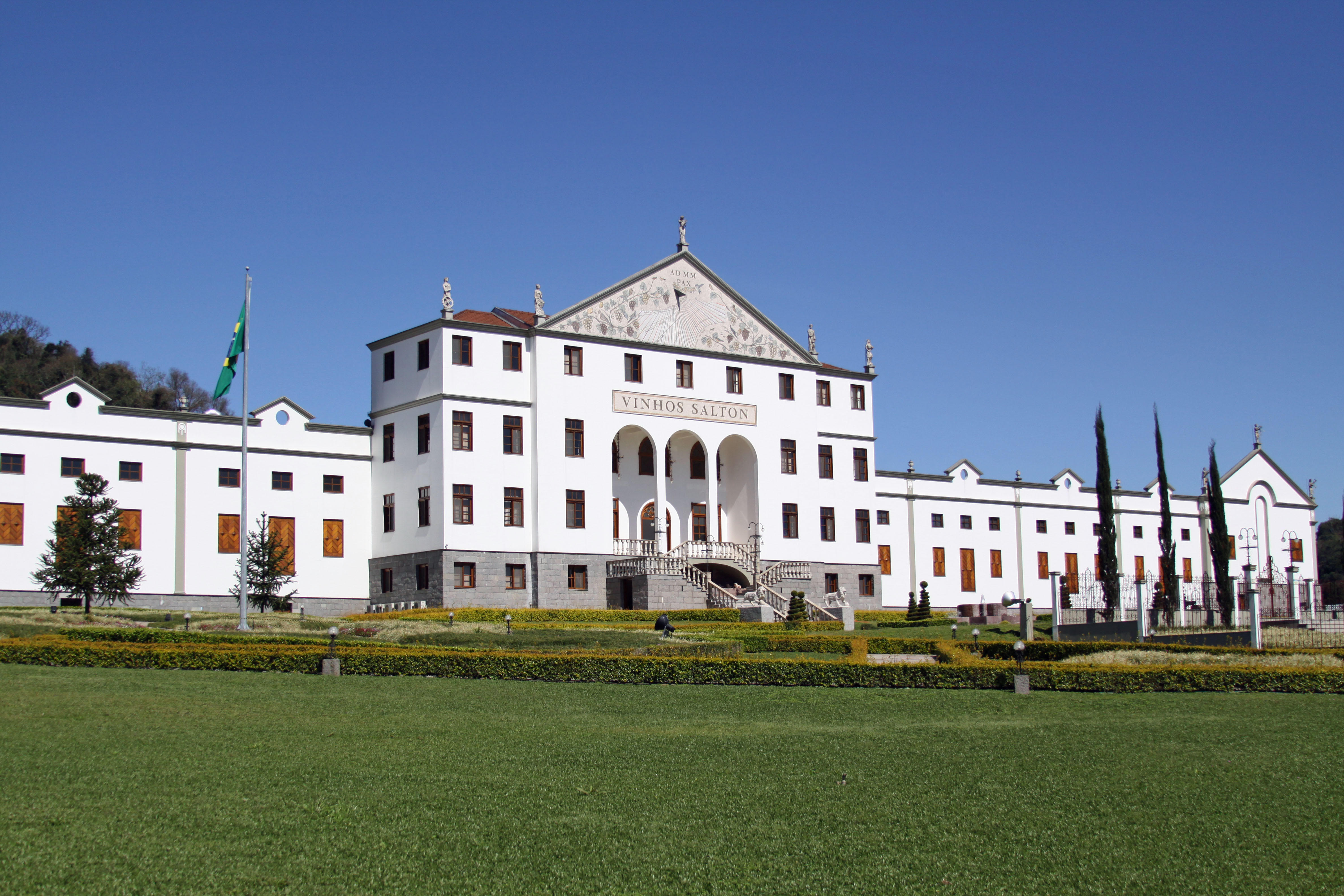
Sede da Vinícola Salton, maior complexo vitivinicultor da América Latina

Conhecida como a "capital brasileira do vinho", o município se configura como o maior produtor de uva, vinhos e derivados do Brasil. Várias das empresas de grande destaque no cenário nacional têm sua sede dentro da cidade ou no interior, como a Vinícola Aurora, maior cooperativa de vinhos do Brasil, Miolo Wine Group, que recebe investimentos de grandes empresários do país, Casa Valduga, a maior vinícola situada no Vale dos Vinhedos, e Vinícola Salton, considerada o maior complexo vitivinicultor da América Latina. Além de grandes empresas, também há diversidade de pequenas vinícolas familiares, que contribuem para a qualidade dos produtos elaborados, totalizando 68 vinícolas instaladas no município. O município foi a primeira região do Brasil a obter uma indicação de procedência especial, que eleva a qualidade do vinho produzido no município a um nível mundial.
Estima-se uma participação de 18,2% sobre o faturamento bruto da indústria de transformação e 11,7% sobre o faturamento bruto geral do município. As informações do Ministério do Trabalho indicam que em dezembro de 2016 havia no município 1 578 empregos formais na referida indústria, sendo 1 158 na fabricação de vinhos e 420 na produção de sucos, além de 109 no cultivo da uva.
De 2012 a 2017, percebe-se que o maior valor de uvas produzidas ocorreu em 2015, com redução considerável em 2016, reflexo da queda da safra. Quanto às uvas processadas, os maiores valores ocorreram em 2012 e 2015, tendo o ano de 2016 apresentado o menor valor. Em relação à produção de vinhos e derivados, o maior valor foi atingido em 2015, seguido por 2017. A representatividade da produção de vinhos e derivados no total estadual se apresentou maior em 2014 e 2015 e menor em 2012.
A comercialização dos produtos das vinícolas no mercado interno se concentra principalmente nos sucos de uva (58,4 milhões de litros, 56,2% do total), vinhos (28,6 milhões de litros, 27,5% do total) e espumantes (10,1 milhões de litros, 9,7% do total). Estes três produtos respondem por 93,4% da comercialização no mercado interno dos produtos das vinícolas do município. Referente às exportações, em termos absolutos, em 2016 foram exportados 2,45 milhões de litros de vinho, ou seja, 2,4% do total comercializado, participação estável na comparação com 2015.
Em 22 de fevereiro de 2023, foi deflagrada uma operação para investigar e combater caso de trabalho análogo à escravidão em grandes vinícolas da região que usavam mão-de-obra terceirizada, da empresa Fênix Serviços Administrativos e Apoio à Gestão de Saúde Ltda, dentre as quais estavam a Aurora, Garibaldi e a Salton. Mais de 200 trabalhadores foram resgatados do trabalho precário.

### Turismo

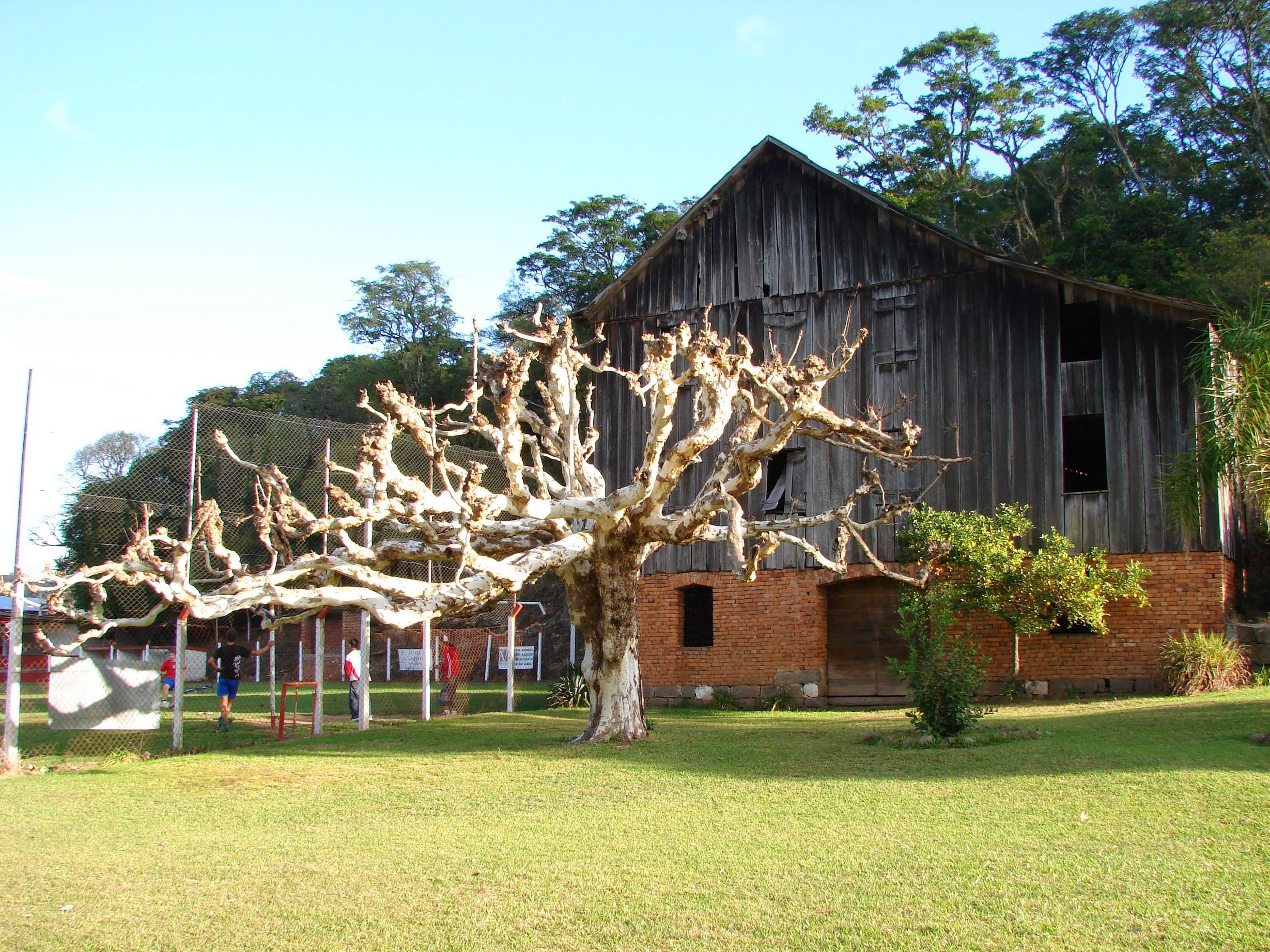
Construção histórica no Vale dos Vinhedos, principal destino enoturístico do Brasil.

O turismo em Bento Gonçalves é uma das principais atividades econômicas da cidade, englobando mais de cinquenta setores produtivos e exigindo o trabalho de diversas categorias técnicas e profissionais. Reconhecida como um dos principais destinos de enoturismo no Brasil, Bento Gonçalves é referência em turismo no Rio Grande do Sul, competindo com destinos populares como Gramado e Canela. Em 2016, conforme levantamento do Observatório de Turismo do Rio Grande do Sul, Bento Gonçalves foi o segundo destino mais ofertado por operadoras turísticas brasileiras, reforçando seu apelo turístico. Já no ano seguinte, o mesmo observatório apontou que a maioria dos turistas vem do Brasil, principalmente dos estados do Rio Grande do Sul, São Paulo e Santa Catarina, e possui perfil de renda de classe média a média-alta.

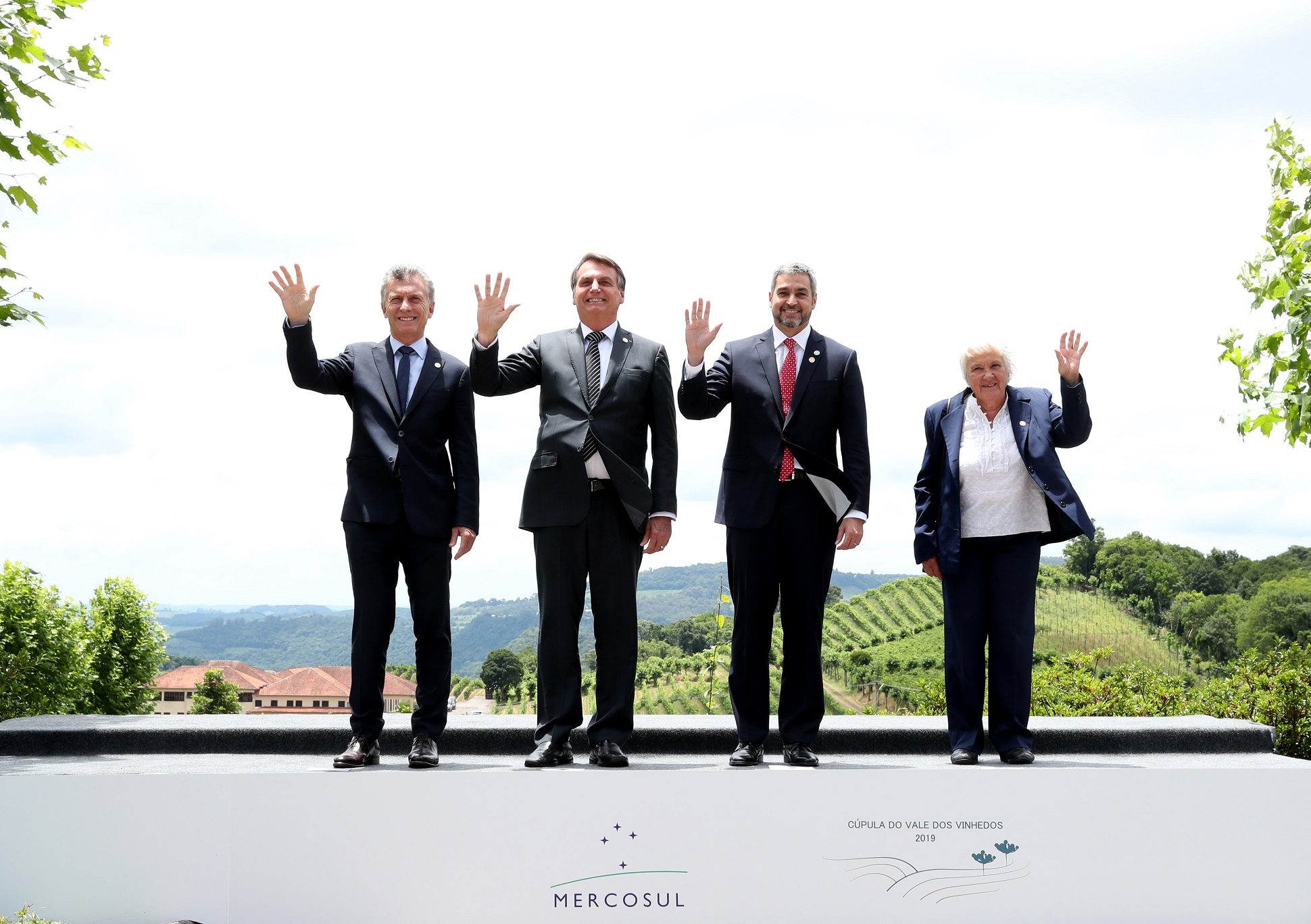
Presidentes da Argentina, Mauricio Macri, do Brasil, Jair Bolsonaro, do Paraguai, Mario Abdo Benítez e a Vice-Presidente do Uruguai, Lucía Topolansky, durante a 55.ª Cúpula do Mercosul, realizada no Vale dos Vinhedos.

A principal atração turística de Bento Gonçalves é o Vale dos Vinhedos, considerado o maior destino de enoturismo do Brasil. Recebendo cerca de 450 mil visitantes por ano, o Vale dos Vinhedos oferece uma imersão na cultura do vinho, com diversas vinícolas abertas para visitação, degustações e experiências gastronômicas.  A paisagem é marcada por extensos parreirais, que se destacam em todas as estações, e as vinícolas variam entre familiares e grandes produtores, proporcionando uma rica experiência aos turistas que desejam conhecer a produção local de vinhos e espumantes. A região também abriga hotéis e pousadas que complementam a experiência enoturística, unindo conforto e uma autêntica imersão na cultura vinícola.
Outro destaque turístico de Bento Gonçalves é o Caminhos de Pedra, com cerca de 390 mil visitantes anuais. Essa rota leva o visitante a um mergulho na história e na arquitetura da colonização italiana no Rio Grande do Sul, oferecendo a oportunidade de conhecer construções centenárias, como casas e moinhos, restauradas e abertas ao público. Muitas dessas edificações, que datam do final do século XIX e início do século XX, abrigam estabelecimentos comerciais que preservam e promovem a cultura italiana, incluindo cantinas, lojas de artesanato, e restaurantes de culinária típica, onde a arquitetura e as tradições italianas são preservadas e celebradas.

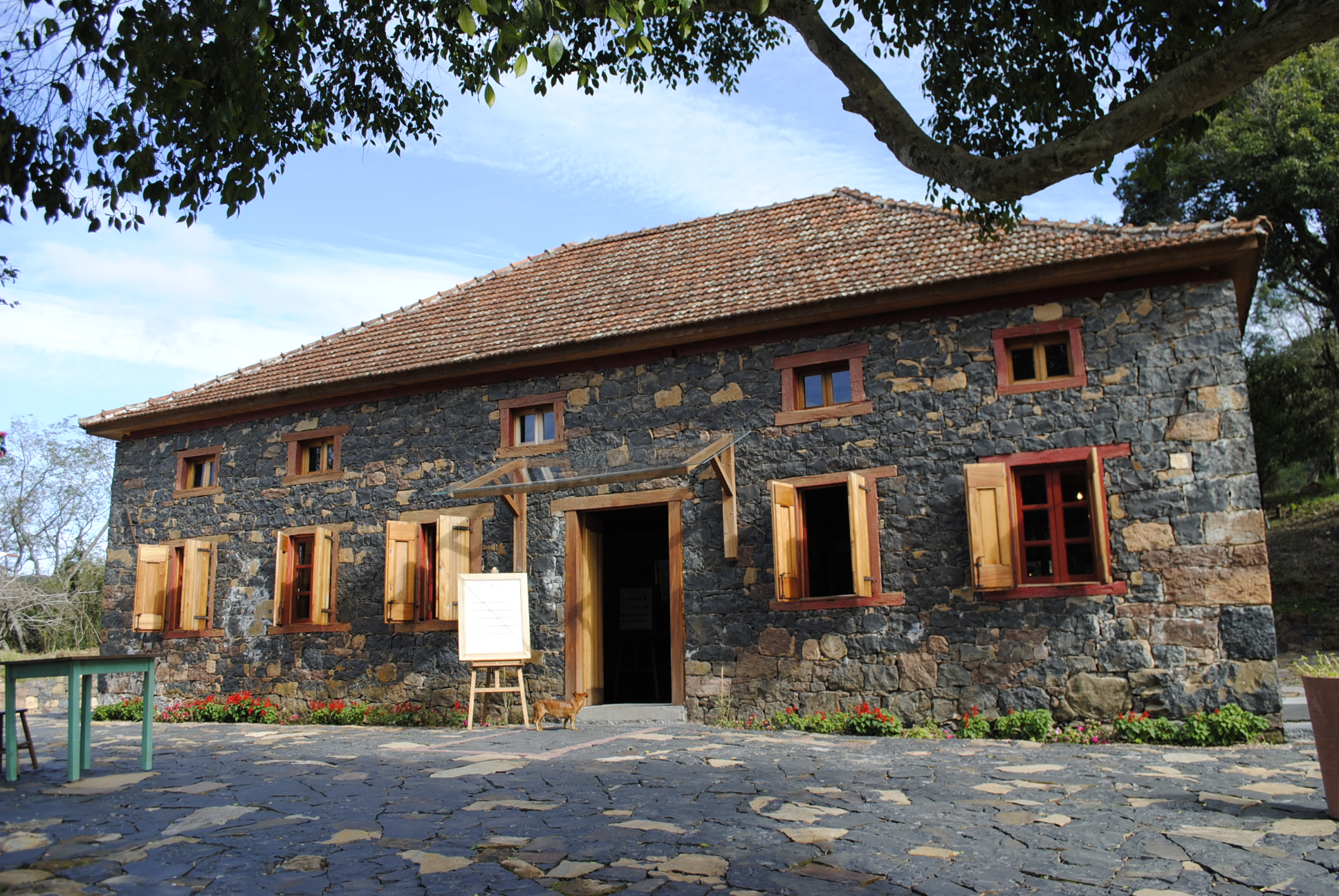
Casa histórica localizada no roteiro turístico dos Caminhos de Pedra.

Além disso, o município possui outros roteiros turísticos que destacam a cultura e a paisagem da região. A Rota das Cantinas Históricas leva os visitantes a uma imersão nas primeiras cantinas de Bento Gonçalves, onde é possível conhecer o processo artesanal de produção de vinhos e a história dos imigrantes que fundaram a viticultura na região. Já o Vale do Rio das Antas proporciona uma experiência em meio à natureza, com paisagens que integram as montanhas e o Rio das Antas, incluindo pontes históricas e vinícolas que valorizam o cenário natural. Outra rota de destaque é a Caminhos da Eulália, onde as casas históricas e a cultura italiana são preservadas, além de oferecer espaços para trilhas e visitas guiadas que mostram a importância da agricultura e das práticas tradicionais de cultivo na comunidade.
O turismo em Bento Gonçalves expande-se também com eventos culturais e gastronômicos ao longo do ano, como a Fenavinho e o Bento em Vindima, que celebram a produção de vinho, a cultura local e atraem milhares de visitantes. Esses eventos, junto às rotas turísticas, consolidam Bento Gonçalves como um dos destinos mais completos e diversificados do Brasil, combinando história, cultura, enoturismo e paisagens deslumbrantes. A cidade se destaca não apenas como polo de vinhos, mas também como um centro cultural e histórico que preserva as tradições dos imigrantes italianos e proporciona uma experiência turística única no Brasil.

## Governo
O Poder Executivo local é representado pelo prefeito municipal Diogo Siqueira, do Partido da Social Democracia Brasileira (PSDB), e pelo vice-prefeito municipal Amarildo Lucatelli, do Progressistas (PP), além de seus secretários, coordenadores e diretores de status equivalente. A administração é partilhada pelo prefeito com seus quatro subprefeitos. A cidade é dividida em 46 bairros e cinco distritos: Sede, Faria Lemos, São Pedro, Tuiuti e Vale dos Vinhedos.

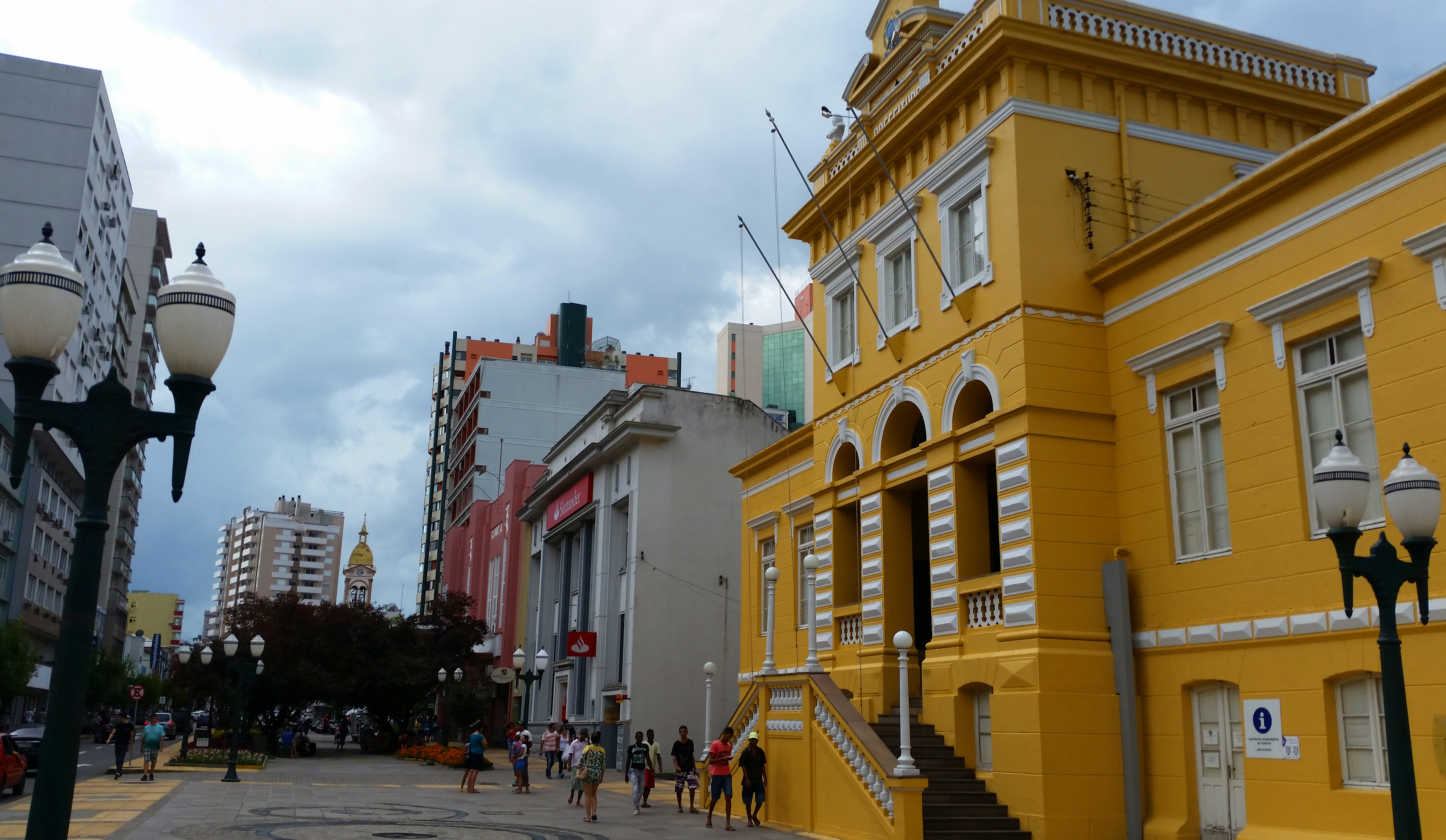
Vista do Palácio Municipal, sede do poder executivo do município, e Via del Vino.

Representação eleita - 19ª Legislatura
  PP: 5
  PSDB-Cidadania: 4
  PL: 3
  MDB: 2
  PDT: 1
  Republicanos: 1
  UNIÃO: 1

O Poder Legislativo é representado pela Câmara Municipal de Vereadores. Na 19ª Legislatura, entre 2025 e 2028, a Câmara será composta por 17 vereadores: 5 do Progressistas (PP), 4 da Federação PSDB Cidadania, 3 do Partido Liberal (PL), 2 do Movimento Democrático Brasileiro (MDB), 1 do Partido Democrático Trabalhista (PDT), 1 do Republicanos e 1 do União Brasil. A Mesa Diretora é presidida pelo vereador Rafael Pasqualotto (PL) até 31 de dezembro de 2024.
O Poder Judiciário no município é representado pelo Foro da Comarca do Tribunal de Justiça do Estado do Rio Grande do Sul, dirigido pelo juiz de Direito Carlos Koester, que conta com três varas cíveis, duas varas criminais e uma vara do Juizado Especial Cível e Criminal. Além disso, o município conta também com uma Comarca do Tribunal Regional Federal da 4ª Região, dirigida pelo juiz federal Marcelo Roberto de Oliveira, representando a Justiça Federal e contando com duas varas e um Centro Judiciário de Solução de Conflitos e Cidadania (CEJUSCON); uma Comarca do Tribunal Regional do Trabalho da 4ª Região, dirigida pelo Juiz do Trabalho Silvionei do Carmo, representando a Justiça do Trabalho e contando com duas varas; e a 8ª Zona Eleitoral do Tribunal Regional Eleitoral do Rio Grande do Sul, dirigida pela juiza de Direito Fernanda Ghringhelli de Azevedo e representando a Justiça Eleitoral. O município também conta com a representação das Promotorias de Justiça, com unidade do Ministério Público do Estado do Rio Grande do Sul e promotorias cível, criminal e especial, e núcleo do Grupo de Atuação Especial de Repressão ao Crime Organizado (GAECO), além de unidade do Ministério Público Federal, bem como unidade da Defensoria Pública Estadual.

### Cidades-irmãs

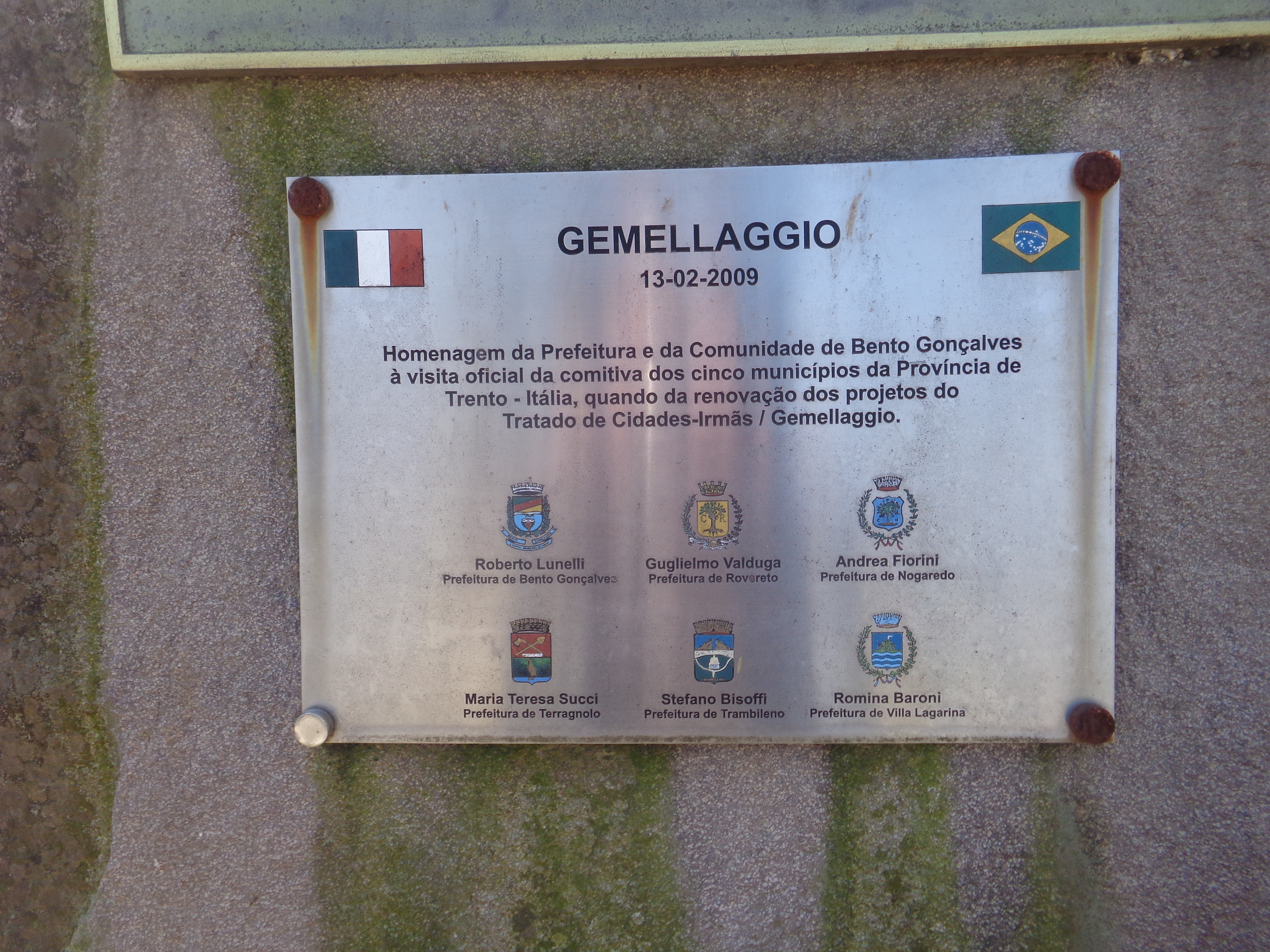
Cidades-irmãs na Itália, através do acordo de Gemellaggio.

Em 2007, o então prefeito de Bento Gonçalves Alcindo Gabrielli firmou um acordo de irmandade com cinco cidades italianas, uma argentina e uma portuguesa. Esse acordo facilita o acesso a informações, troca de experiências, construção de projetos e cooperação econômica e cultural. As cidades que foram incluídas no acordo são:
- Rovereto, Itália
- Villa Lagarina, Itália
- Nogaredo, Itália
- Trambileno, Itália
- Terragnolo, Itália
- Mori, Itália[146]
- Isera, Itália[146]
- Brentonico, Itália[146]
- Luján de Cuyo, Argentina
- Cartaxo, Portugal

## Infraestrutura
O município conta com água tratada, energia elétrica, limpeza urbana, telefonia fixa e telefonia celular. Em 2010, 100% dos domicílios urbanos eram atendidos pela rede geral de abastecimento de água e todas moradias possuíam lixo coletado.

### Água, saneamento, energia e habitação

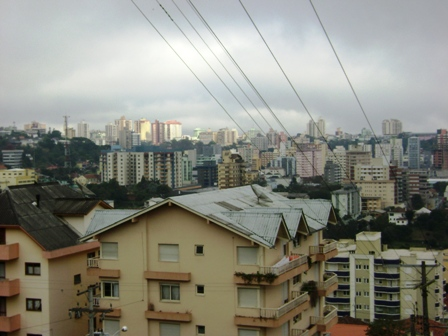
Vista de parte do município no ano de 2007, a partir do bairro Planalto

A água que abastece o município é proveniente dos arroios Barracão e Burati, próximos ao município de Pinto Bandeira, os quais são alvo de grande debate pela população, principalmente pela ação de empresas que despejam seus poluentes nas proximidades. O serviço de abastecimento de água é feito pela Companhia Riograndense de Saneamento (CORSAN). Segundo dados da entidade, 100% da população urbana e 93,8% da população total do município recebem água, captada nos arroios Barracão e Burati. Outros 6,1% da população obtém água de poços ou nascentes, e 0,1% de outras formas.
A preocupação com o esgoto é recente na cidade, que historicamente priorizou o abastecimento de água. O esgoto era recolhido em fossas privadas ou lançado na rede de esgoto pluvial. Somente em 1997 começou a funcionar efetivamente um sistema de coleta com tratamento. Desta forma, a quantidade de esgoto coletado contemplava até há poucos anos somente uma pequena porcentagem da população, mas todo o material coletado era já tratado. Segundo levantamento do Serviço Brasileiro de Apoio às Micro e Pequenas Empresas (SEBRAE), 47,3% das residências eram atingidas pela rede geral de esgoto; 40,4% utilizam fossa séptica; 10,7% utilizam fossa rudimentar; 0,8% despejam o esgoto em valas; 0,5% despejam em rios ou lagos; 0,2% utilizam outras formas de esgotamento; e 0,1% das residências não possuem banheiro ou sanitário.
A coleta de lixo é responsabilidade da Prefeitura Municipal, através de empresas terceirizadas. No centro urbano e bairros mais povoados a coleta é diária, alternando entre resíduos recicláveis e orgânicos, e nos bairros menos povoados a cada dois dias. Em ambos os casos, 100% dos domicílios são atendidos. O lixo domiciliar é depositado em depósito no bairro Pomarosa, sendo encaminhado posteriormente para um aterro sanitário no município de Minas do Leão. Oito associações de recicladores selecionam e comercializam o lixo seco recolhido, e o tratamento do lixo industrial, hospitalar e laboratorial é responsabilidade dos emissores. A construção de uma usina de resíduos sólidos está em andamento no município, onde o lixo será direcionado diretamente para uma estrutura modular, evitando que a longa decomposição gere resíduos e prejudique o meio ambiente. Além disso, o processo permitirá a comercialização da energia gerada, com a transformação do material em gás, combustível e outras substâncias industrializadas.
A energia elétrica é distribuída pela empresa Rio Grande Energia (RGE), que atende o norte-nordeste do estado. A rede tem a tensão de 220V, e as linhas com potência superior são administradas pela Companhia Estadual de Energia Elétrica (CEEE). Em 2015, 44 247 consumidores domésticos e 7 951 consumidores não-domésticos cadastrados eram atendidos. Existem ainda três usinas hidrelétricas instaladas no Rio das Antas, na zona de abrangência do município: Castro Alves (130 MW), Monte Claro (100 MW) e 14 de Julho (100 MW). Todas usinas são administradas pela Companhia Energética do Rio das Antas (CERAN).
No ano de 2010, o município contava com 36 491 domicílios entre apartamentos, casas, e cômodos. Desse total 26 377 eram imóveis próprios, sendo 23 838 próprios já quitados (65,3%), 2 541 em quitação (7%), 8 059 alugados (22,1%); 1 990 imóveis foram cedidos, sendo 455 por empregador (1,2%) e 1 535 cedidos de outra maneira (4,2%). A condição da cidade como polo empregador atrai grandes contingentes de migrantes que não são absorvidos pela estrutura habitacional, e se estabelecem em favelas, loteamentos irregulares e zonas de risco formando bolsões de miséria e não tendo da mesma forma acesso as serviços essenciais como saneamento e educação, contrastando com outros núcleos que dispõem de toda a infraestrutura urbana. Em 2011, uma pesquisa do IBGE revelou que existiam na cidade cinco núcleos de sub-habitação, totalizando 7 099 pessoas vivendo em condições indignas. O município recebe diversos investimentos do programa de habitação federal Minha Casa, Minha Vida.

### Saúde

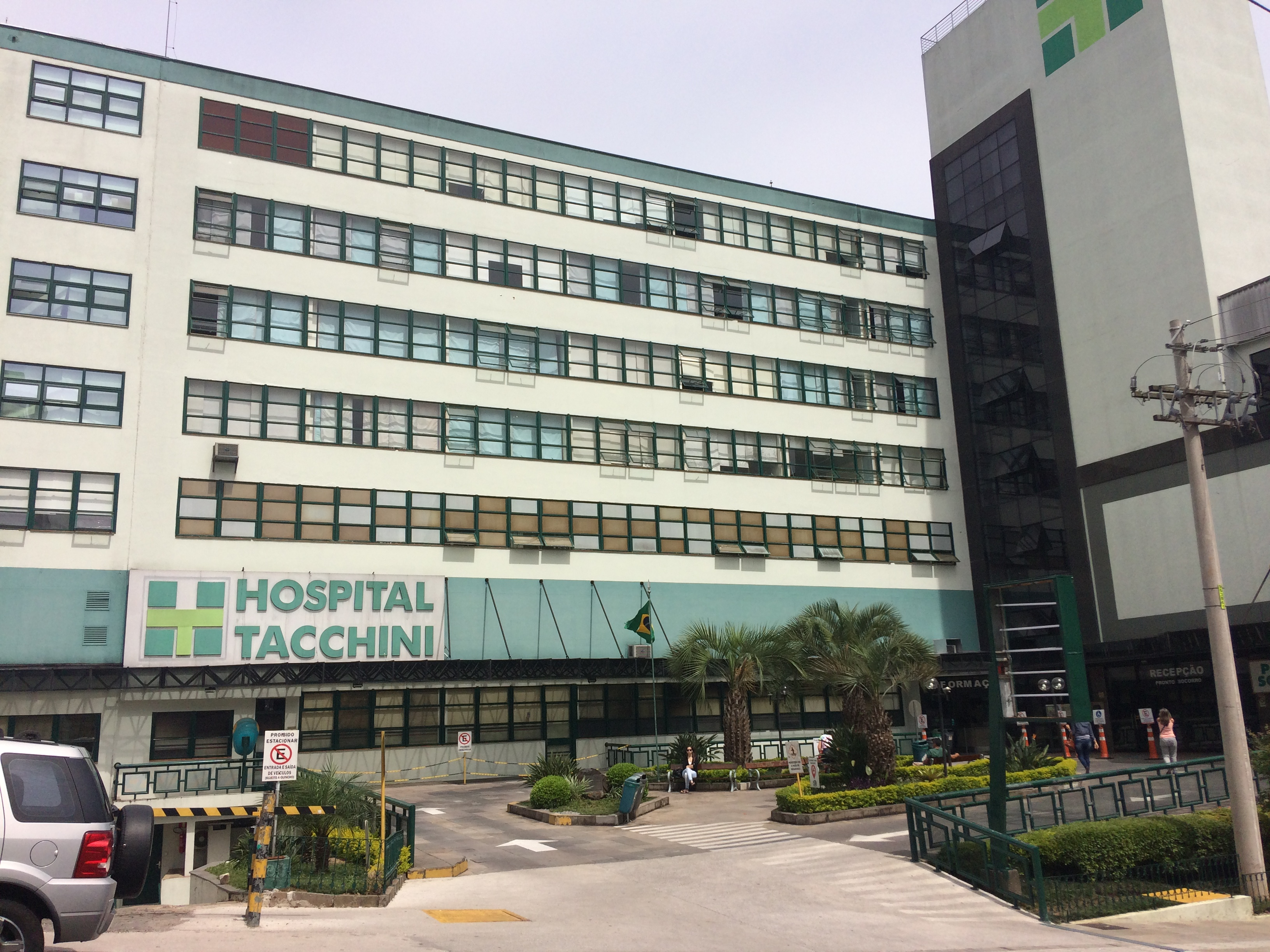
Prédio principal do Hospital Dr. Bartholomeu Tacchini.

Em 2016, o município contava com 89 estabelecimentos de saúde registrados ao Ministério da Saúde, sendo 39 com atendimento pelo Sistema Único de Saúde. Um estabelecimento oferecia internação total, 22 ofereciam atendimento ambulatorial total (todos pelo SUS), quatro com serviço de emergência e uma com UTI. O único hospital do município é o Hospital Tacchini, contando com especializações em várias áreas como pediatria, cirurgia, ginecologia-obstetrícia, psiquiatria, oncologia, medicina interna, neurologia, ortopedia e muitas outras. O hospital, de administração privada, conta com 301 leitos, distribuídos em três Unidades de Tratamento Intensivo (UTI's) (Adulta, com 19 leitos; Pediátrica, com nove leitos e Neonatal, com dez leitos) e dez unidades de internação. Conta ainda com um Centro Cirúrgico, que inclui 16 salas de cirurgias gerais ou ambulatoriais, Centro Obstétrico, que conta com 5 quartos PPP (pré-parto, parto e pós-parto), e um Pronto-Socorro, que tem cerca de 7 mil atendimentos por mês. Além disso, o hospital conta com uma estrutura para realização de diversos exames de imagem, como densitometria óssea, ecografia, eletrocardiografia, mamografia, radiologia, ressonância magnética e tomografia computadorizada, e laboratoriais, além de ser um polo regional na oncologia, contando com 32 leitos para quimioterapia e recebendo pacientes de 22 municípios da Serra Gaúcha. Está em fase de construção ainda o Hospital do Trabalhador, que terá atendimento completamente voltado ao Sistema Único de Saúde, condições de atender até 450 pacientes por dia.
A Prefeitura também proporciona serviços de vigilância sanitária e ambiental; vigilância epidemiológica, para controle da proliferação de doenças, vigilância da saúde do trabalhador; Serviço de Atendimento Móvel de Urgência (SAMU); além de manter uma Ouvidoria para receber sugestões, críticas e reclamações da população sobre os serviços públicos de saúde. Existe ainda no município diversas entidades assistenciais, como a Associação de Pais e Amigos dos Excepcionais (APAE), Liga de Combate ao Câncer, Grupo de Alcoólicos Anônimos e filial da Cruz Vermelha.

### Segurança pública

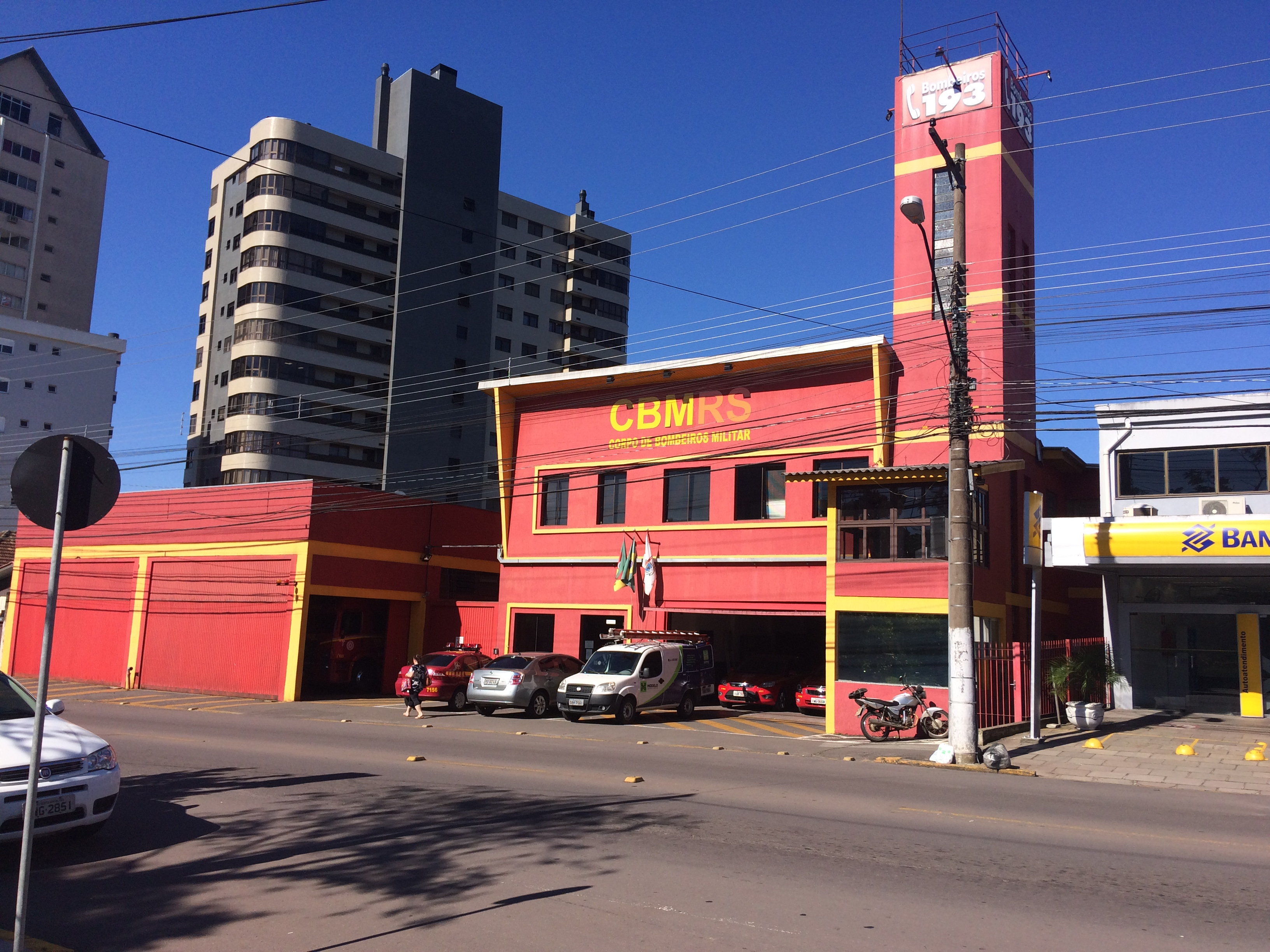
Quartel do 5º Batalhão de Bombeiros Militares

A provisão de segurança pública do município é dada por diversos organismos. No ano de 2018, a prefeitura municipal implantou o serviço de Guarda Civil Municipal, que protege bens, serviços e instalações do Município e colabora com o órgão de fiscalização municipal. A Comissão Municipal de Defesa Civil se responsabiliza por ações preventivas, assistenciais, recuperativas e de socorro em situações de risco público. A Delegacia Especializada de Atendimento à Mulher (DEAM) elabora políticas públicas de proteção e combate à violência contra a mulher. A Brigada Militar, uma força estadual, mantém na cidade o 3º Batalhão de Policiamento de Áreas Turísticas (3º BPAT), com um efetivo de 502 pessoas. Entre suas várias atribuições estão o policiamento ostensivo, o patrulhamento bancário, ambiental, prisional, escolar e de eventos especiais, além de realizar ações de integração social, como o Programa Social Educativo de Profissionalização de Adolescentes, o Programa de Equoterapia para crianças e adolescentes com problemas psicomotores, o PROERD, de combate e conscientização sobre o uso de drogas entre escolares, e a Rede de Atenção à Criança e ao Adolescente, em parceria com entidades governamentais, não governamentais, conselhos setoriais e Poder Judiciário, dinamizando ações em diversas áreas de atenção à criança, ao adolescente e suas famílias. O Corpo de Bombeiros, através do 5º Batalhão de Bombeiros Militares, também faz a prevenção e combate a incêndios e executa ações de busca e salvamento e de Defesa Civil. A Polícia Civil de Bento Gonçalves efetua ações de combate ao jogo clandestino, às drogas, aos roubos e furtos e aos crimes contra a vida, e desenvolve projetos de proteção à criança e ao adolescente e de conscientização ecológica, através do 1º e 2º Distritos Policiais.
O Poder Público estadual e municipal têm realizado diversas atividades para melhorar a segurança da cidade, como instalando câmaras de vigilância em espaços públicos, dando recursos e equipamentos aos órgãos de segurança e ampliando o quadro de efetivos, mas ainda há vários problemas afetando o setor. No setor penitenciário, o Presídio Estadual de Bento Gonçalves, localizado na área central do município, é alvo de grandes reclamações da população por conta de sua superlotação (abriga 288 detentos, sendo que sua capacidade é para 154), estrutura antiga e constantes rebeliões que ocorrem no local, fazendo com que a área seja desvalorizada economicamente e comercialmente. Por conta disso, o governo estadual, em parceria com a prefeitura, iniciaram a construção de um novo presídio de segurança média no bairro Barracão, que terá capacidade para 420 detentos no regime fechado e permitirá o fechamento definitivo da penitenciária no centro da cidade. Os índices de criminalidade estão em alta para diversos tipos de crime, como latrocínio, sequestro-relâmpago e roubo ao comércio e pedestres, entre outros. De acordo com a Secretaria Estadual da Segurança, nos três primeiros meses de 2018 foram registrados 176 furtos e 29 roubos de veículos, 61 roubos, 7 homicídios, 24 estelionatos e 34 crimes relacionados a posse ou tráfico de entorpecentes.

### Educação

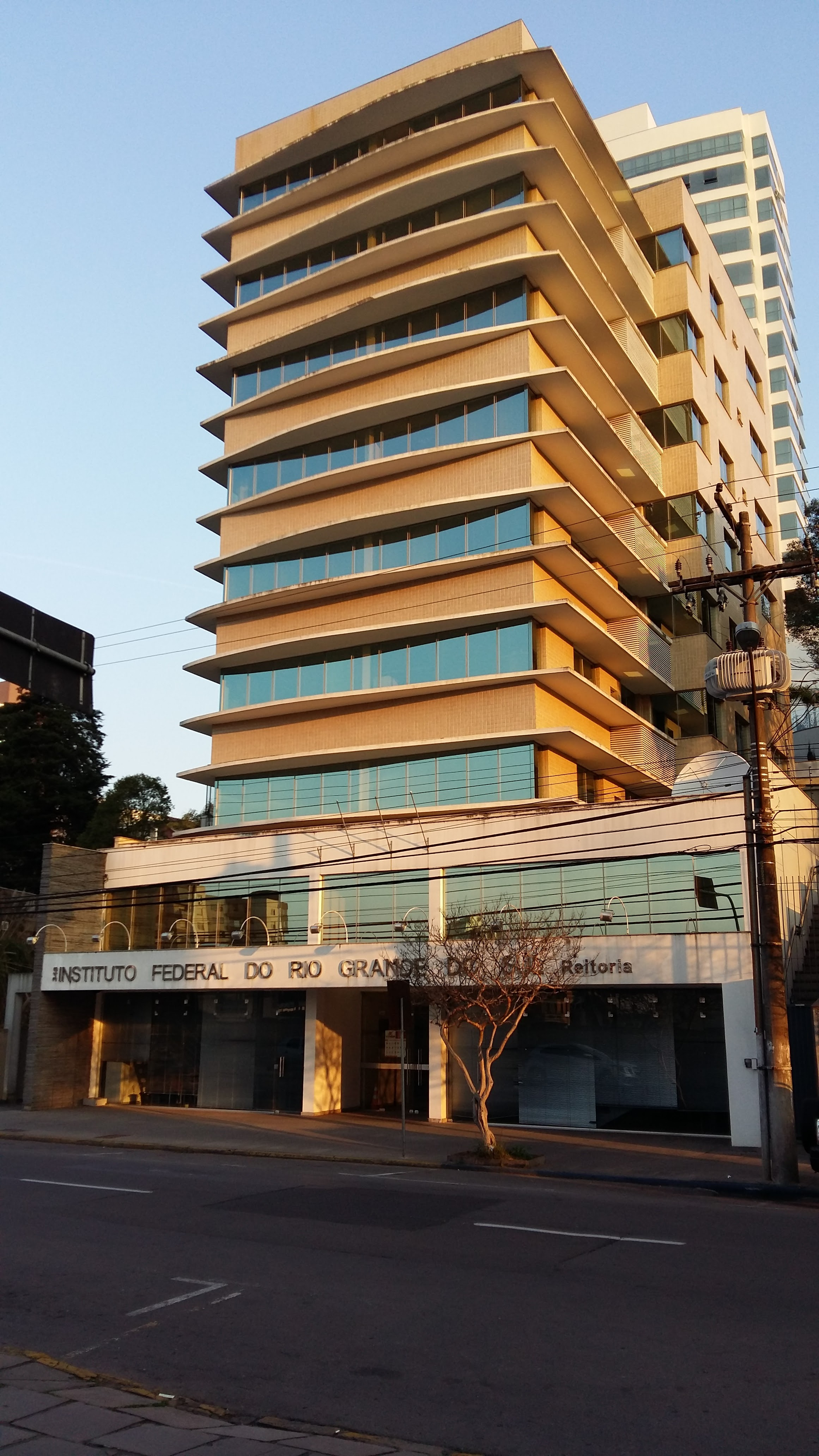
Reitoria do Instituto Federal do Rio Grande do Sul, localizada no município.

Na educação, a rede municipal de ensino conta com uma escola de ensino médio, 23 escolas de ensino fundamental, 38 de educação infantil, com mais de 996 professores que atendem inclusive educação especial e educação de adultos, para um público total de 9 978 alunos em 2017. A rede estadual, em 2017, contava com dois estabelecimentos de educação infantil, 19 escolas de ensino fundamental e seis escolas de ensino médio, abrangendo cerca de 4 098 alunos. A rede particular contemplava nesse mesmo ano 2 401 matriculados em 33 estabelecimentos, desde a creche ao ensino médio e à educação especial. Conforme dados do Sebrae de 2016, o município conta com uma taxa de aprovação de 89% no ensino fundamental e 76% no ensino médio, além da taxa de evasão de 5% nas séries finais. Além disso, as taxas de analfabetismo nas idades adultas atingiram 2,1% em 2010. O município possui tradicionais escolas, como a Escola Estadual Mestre Santa Bárbara, maior da cidade com cerca de 1 050 alunos, a Escola Municipal Alfredo Aveline, com quase 800 alunos, e instituições particulares de ensino, como o Colégio Marista, Rede Sagrado de Educação e Colégio Escalabriniano.
Existem na cidade seis instituições de ensino superior presencial e uma apenas com cursos de pós-graduação, educando um total de 6,5 mil alunos matriculados em 73 cursos de graduação e 15 pós-graduações. No ensino superior se destaca a Universidade de Caxias do Sul (UCS), que no Campus Universitário da Região dos Vinhedos (CARVI) conta com 26 cursos de graduação e 12 cursos de especialização. Neste campus, 331 professores atendem mais de 4,5 mil alunos. No ramo público, a cidade é sede da reitoria do Instituto Federal do Rio Grande do Sul, o qual oferece cursos técnicos e graduação, contando com quase 700 alunos em 11 cursos. Estão presentes no município ainda polos da Faculdade da Serra Gaúcha (FSG), Universidade Estadual do Rio Grande do Sul (UERGS), Faculdade Cenecista (CNEC) e Faculdade UniFTEC. Uma reivindicação antiga da comunidade bento-gonçalvense é a vinda de um campus da Universidade Federal do Rio Grande do Sul (UFRGS), tendo como defesa o grande potencial da região serrana para o recebimento de uma universidade deste porte.

### Comunicações
A telefonia fixa local é explorada pelas empresas Oi, Vivo e NET. Em 2015, foram contabilizados 16 567 aparelhos, sendo 59% residenciais, com um fator de atendimento de um terminal para cada 7 habitantes. A telefonia móvel é explorada nas duas bandas, tendo como principais operadoras Claro, Oi, Vivo e TIM. A Embratel explora os serviços de telex, trânsito de dados, tratamento de mensagens, telefonia interestadual e rede de televisão executiva. O serviço postal é atendido por nove agências da Empresa Brasileira de Correios e Telégrafos.
O município não conta com nenhum canal de televisão próprio, mas conta com sucursal da RBS TV Caxias do Sul, associada da Rede Brasil Sul de Comunicações (RBS), que retransmite a programação da Rede Globo e também gera programas locais, com destaque para o jornalismo, entretenimento e esportes, com sede em Caxias do Sul. Conforme determinação da Agência Nacional de Telecomunicações (ANATEL), o sinal analógico de televisão foi desligado no dia 14 de março de 2018, tendo a disponibilidade apenas do sinal digital no município.
A cidade ainda conta com várias rádios na frequência AM, como a Rádio Difusora e Rádio Amizade, além da frequência FM, contando com a UCS FM, Rainha FM e Jovem Pan FM Serra Gaúcha. Há oito jornais, o Jornal Semanário, a Gazeta, o SerraNossa, O Eco do Vale, o Integração da Serra, o Visão, o Jornal Cidade e o Jornal Meu Bairro. Os principais jornais do estado, como a Zero Hora, o Pioneiro, o Correio do Povo, o Jornal do Comércio e O Sul mantêm sucursais em Bento como forma de aproximação entre a cidade e o estado.
|                                              | Frequência | Canal                                                 |
| -------------------------------------------- | ---------- | ----------------------------------------------------- |
| Canais de Televisão aberta com sinal digital | 2.1        | Record RS (Record)                                    |
| Canais de Televisão aberta com sinal digital | 20.1       | SBT RS (SBT)                                          |
| Canais de Televisão aberta com sinal digital | 26.1       | TV Pampa Porto Alegre (RedeTV!)                       |
| Canais de Televisão aberta com sinal digital | 36.1       | RBS TV Caxias do Sul (TV Globo)                       |
| Canais de Televisão aberta com sinal digital | 38.1       | TV Bandeirantes Rio Grande do Sul (Rede Bandeirantes) |
| Canais de Televisão aberta com sinal digital | 52.1       | RIT TV                                                |
| Canais de Televisão aberta com sinal digital | 57.1       | Rede Vida                                             |
| Canais de Rádios AM                          | 890kHz     | Rádio Difusora                                        |
| Canais de Rádios AM                          | 1070kHz    | Rádio Amizade                                         |
| Canais de Rádios FM                          | 89.9MHz    | UCS FM                                                |
| Canais de Rádios FM                          | 90.9MHz    | Rainha FM                                             |
| Canais de Rádios FM                          | 92.5MHz    | Jovem Pan FM Serra Gaúcha (Jovem Pan)                 |

### Transportes
Os principais acessos rodoviários de Bento Gonçalves são as rodovias BR 470, RS 444 e RS 453. A cidade possui uma malha rodoviária urbana com cerca de 326 km, sendo que 127 deles são pavimentados. Um total de 82 561 veículos circulam na cidade em janeiro de 2018, sendo 50 547 automóveis, 8 723 motocicletas e 6 814 ônibus, representando uma média de 1.44 pessoas/veículo, e sendo a 13ª maior frota de veículos cadastrados no estado. Cerca de 32 mil passageiros são transportados diariamente pelo transporte coletivo. A exploração do transporte coletivo em ônibus é feita pelas empresas Bento Transportes e Transportes Santo Antônio. Existem também 91 táxis e 26 seletivos ou micro-ônibus. A Estação Rodoviária localiza-se próxima do centro da cidade e recebe linhas que interligam Bento Gonçalves a diversas localidades no estado, não atendendo a destinos interestaduais. Seu terminal tem cerca de mil metros quadrados.

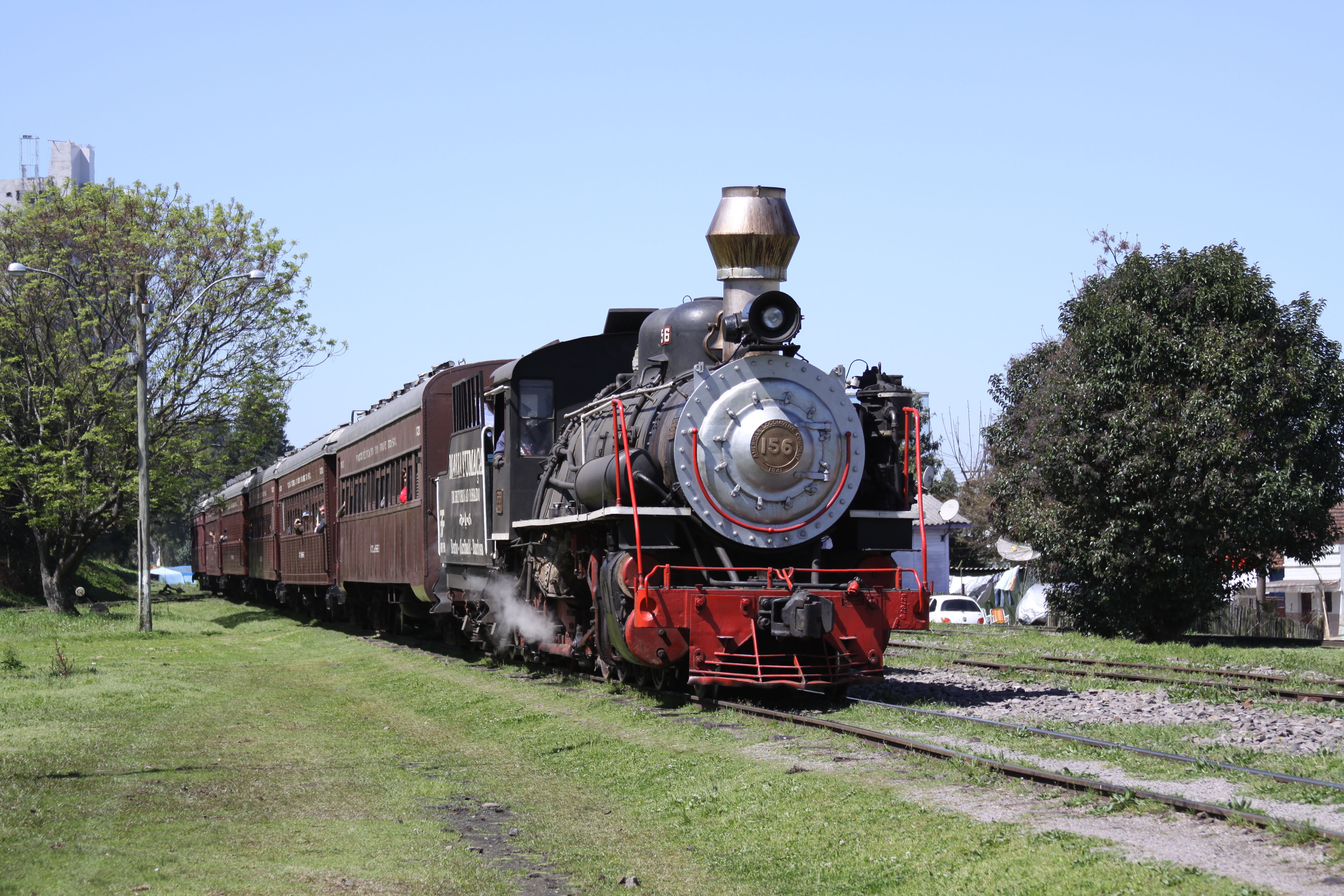
Trem do Vinho, partindo da Estação de Bento Gonçalves

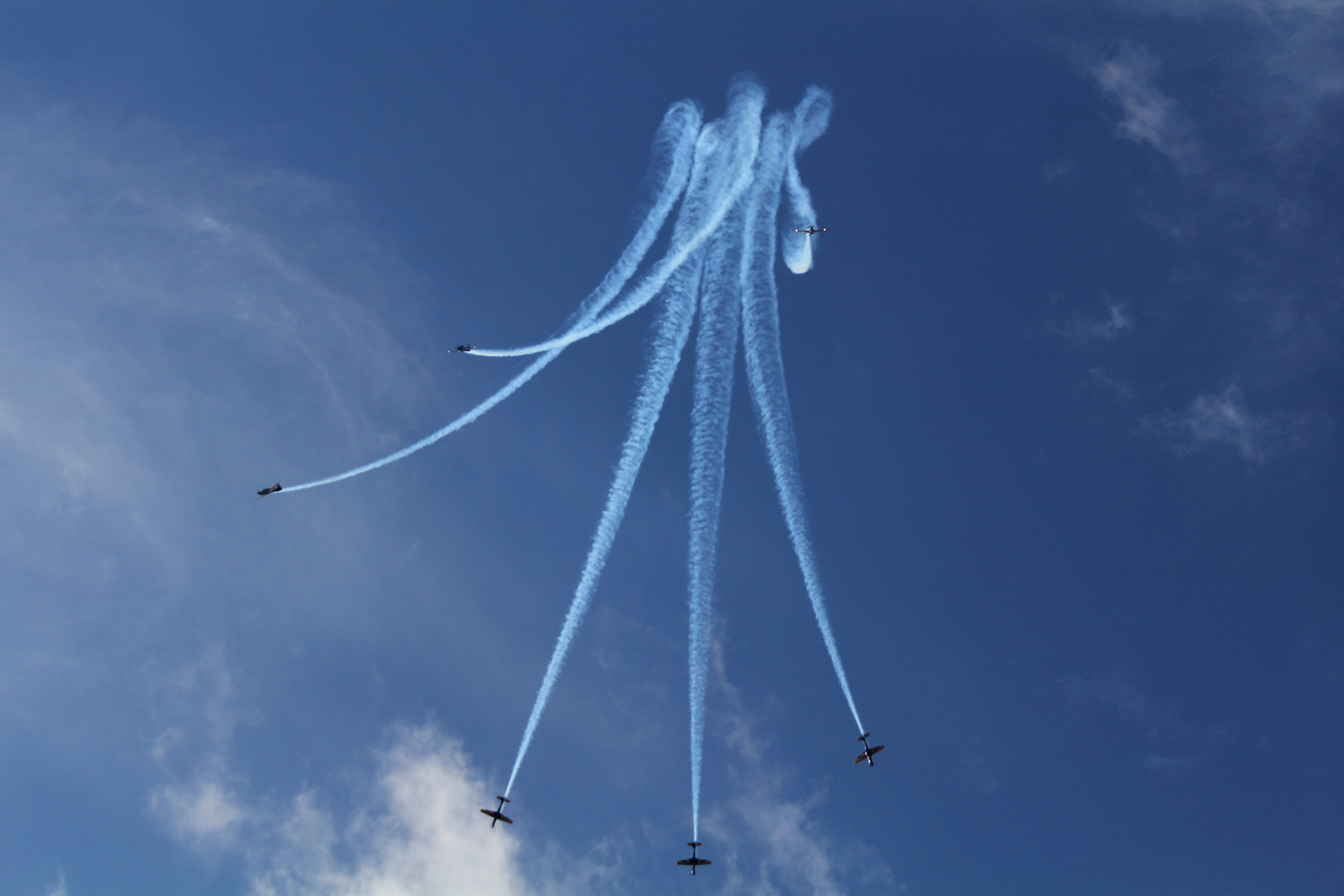
Esquadrão de Demonstração Aérea durante apresentação na cidade

O volume de engarrafamentos vem crescendo diante da expansão da frota privada e pela atual convergência da grande maioria das linhas de ônibus urbanos para o centro da cidade. Os principais fatores que causam estes engarrafamentos são a dificuldade de escoamento das avenidas principais e as ruas estreitas localizadas no centro da cidade, projetadas no início do século XX. Com a reforma do Plano de Mobilidade Urbana do município, está sendo estudada a implantação de perimetrais e criação de estações centrais em cada bairro para o transporte público, como forma de desafogar o trânsito especialmente no centro da cidade. Com esses congestionamentos, aumenta também o número de acidentes de trânsito, especialmente entre os jovens e nas rodovias, tendo como causas o excesso de bebida alcoólica, imprudência, negligência, falta de atenção e exagerada autoconfiança. A Secretaria de Mobilidade Urbana, junto com entidades privadas, vêm desenvolvendo projetos para melhorar a mobilidade e para a humanização do trânsito, incluindo programas que educam ludicamente o público infantil.
A zona norte do município é cortada por um trecho do Tronco Principal Sul da antiga Viação Férrea do Rio Grande do Sul, uma ferrovia que liga Ponta Grossa no Paraná até Roca Sales no Rio Grande do Sul, por onde passam locomotivas de carga da Rumo Logística. O Trem do Vinho utiliza o ramal entre Bento e Carlos Barbosa, com uma extensão de 23 quilômetros e uma hora e meia de viagem, passando por diversas paisagens exuberantes da Serra Gaúcha, partindo da Estação de Bento Gonçalves.
A cidade conta com o Aeródromo de Bento Gonçalves, o qual opera apenas voos particulares, com uma pista asfaltada de 1,4 mil metros. No mesmo, funciona um aeroclube, o qual aplica cursos de Piloto Privado de Avião (PPA), Piloto Privado de Planador (PPL) e Instrutor de Voo de Avião (INVA), todos reconhecidos pela Agência Nacional de Aviação Civil (ANAC). Possui três aeronaves Cessna 172 e um planador Schempp-Hirth Duo Discus, sendo este considerado um dos mais modernos do Brasil. No ano de 2018, foram registrados quase seiscentos pousos e decolagens no aeródromo. Está previsto para 2019 a construção do terminal de passageiros, que terá capacidade para receber aeronaves de pequeno e médio porte, para a realização de voos regulares para diversos municípios brasileiros.

### Ciência e tecnologia
O município é sede da reitoria e do Campus Bento Gonçalves do Instituto Federal de Educação, Ciência e Tecnologia do Rio Grande do Sul (IFRS), oferecendo gratuitamente ensino médio, cursos técnicos, graduação e pós-graduação. Também funcionam unidades da Faculdade de Tecnologia da Serra Gaúcha, oferecendo cursos de graduação, pós-graduação e extensão em análise de sistemas, administração, ciências contábeis, design gráfico, design de moda, design de produto, engenharia civil, engenharia de produção, engenharia mecânica, gestão financeira, gestão da qualidade total, recursos humanos, processos gerenciais e psicologia.
Na cidade também funcionam polos de instituições pertencentes ao Sistema S, como o Serviço Nacional de Aprendizagem Comercial (SENAC) e Serviço Social do Comércio (SESC), voltados a formação de trabalhadores do setor comercial, Serviço Nacional de Aprendizagem Industrial (SENAI) e Serviço Social da Indústria (SESI), voltados a formação de trabalhadores do setor industrial, e o Serviço Social do Transporte (SEST) e Serviço Nacional de Aprendizagem do Transporte (SENAT), voltados a formação de trabalhadores do setor de transportes, além do Serviço Brasileiro de Apoio às Micro e Pequenas Empresas (SEBRAE), que oferece assessoramento aos microempresários.

## Cultura

### Arte, arquitetura e patrimônio histórico

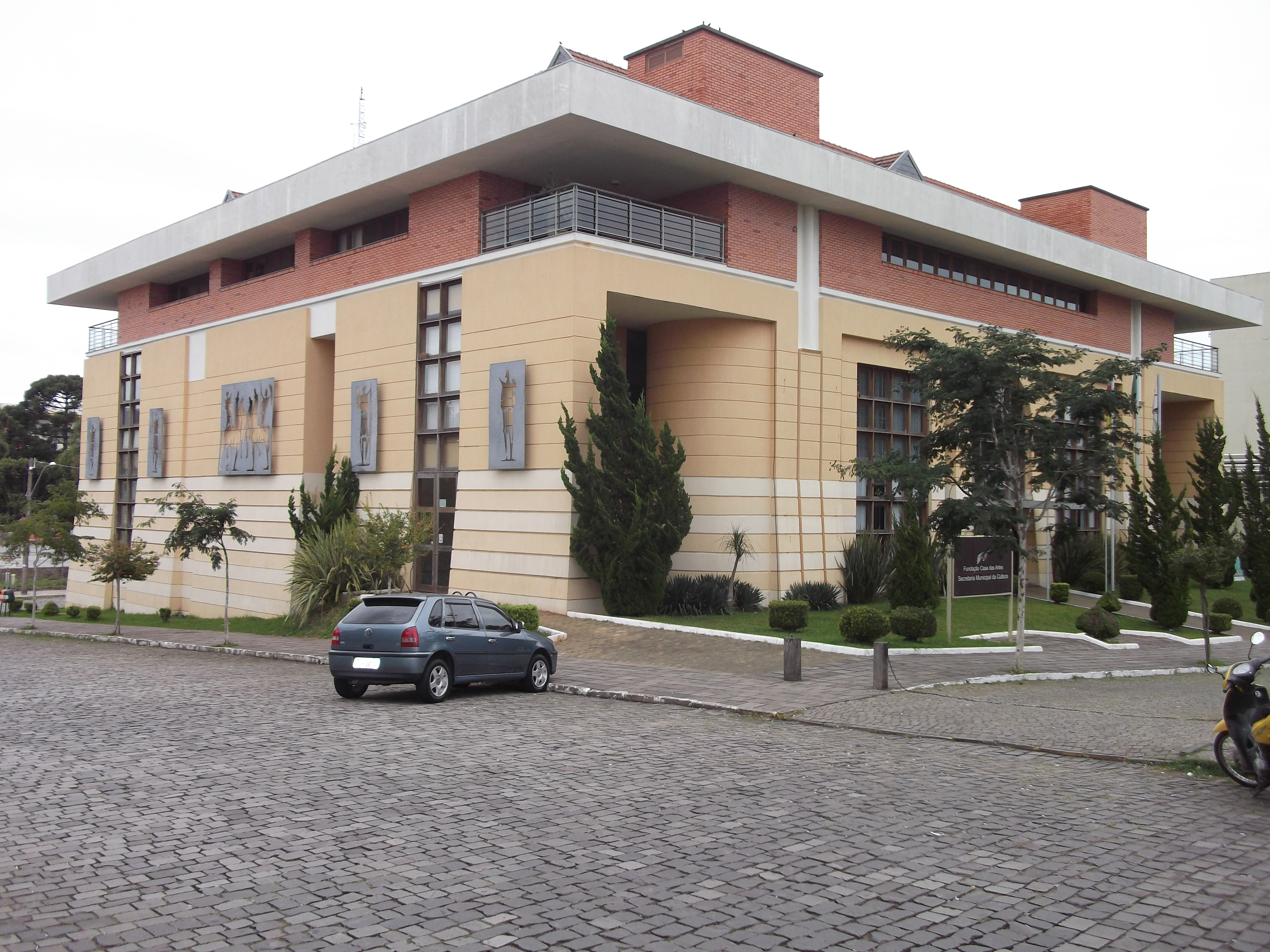
Casa das Artes, espaço multicultural que recebe exposições, congressos e intervenções artísticas

A arquitetura e o patrimônio histórico do município são marcos da rica herança cultural deixada pelos imigrantes italianos que colonizaram a região no final do século XIX. A arquitetura local ainda preserva elementos tradicionais da colonização italiana, com construções em pedra e madeira, varandas amplas, telhados inclinados e detalhes decorativos típicos. Essa estética é particularmente visível nos bairros mais antigos e nas áreas rurais, onde as vinícolas e as casas coloniais mantêm o estilo rústico e acolhedor que representa a identidade italiana e regional.
Entre os marcos históricos da cidade, destaca-se a Pipa Pórtico, um monumento em formato de barril de vinho que simboliza a forte tradição vitivinícola do município, um dos maiores produtores de vinho do país. O pórtico, localizado na entrada principal da cidade, não só homenageia a indústria do vinho, mas também dá as boas-vindas aos visitantes, conectando a história do produto com a cultura da cidade. Outro local icônico é a Via del Vino, localizada no centro do município, onde estão localizados a sede da Prefeitura Municipal e edifícios históricos. Essa área serve como um centro cultural e de eventos, abrigando festividades que celebram a cultura e a gastronomia italiana.

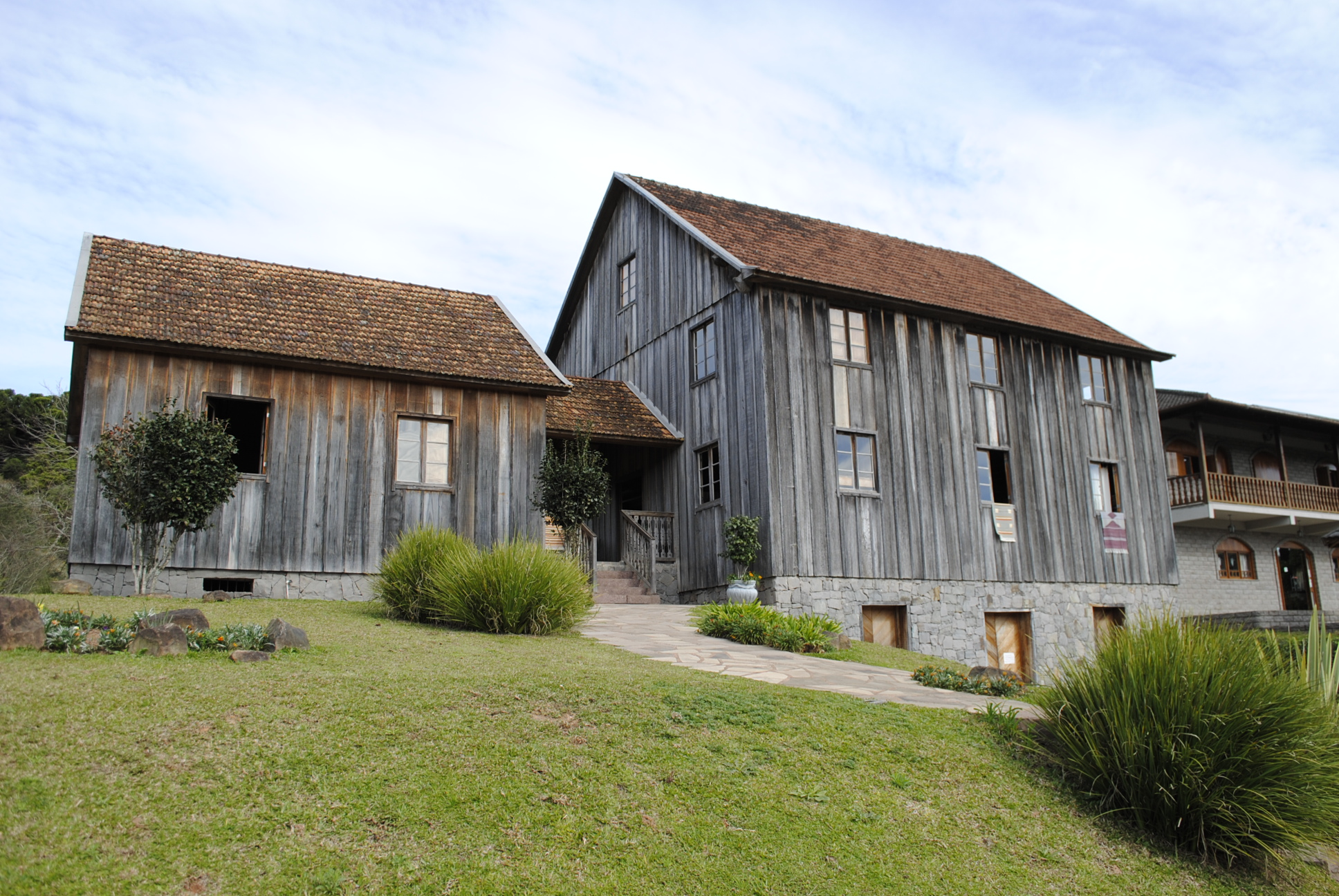
Casa histórica localizada no interior do município, com forte influência da arquitetura colonial italiana.

A preservação do patrimônio arquitetônico do município é um compromisso que inclui a restauração de construções antigas e a adaptação de prédios históricos para uso contemporâneo, mantendo vivas suas características originais. A arquitetura da cidade mescla o estilo colonial italiano com influências locais e modernas, formando um ambiente que integra tradição e inovação. Essas iniciativas de preservação garantem que a memória e a cultura da imigração italiana sejam passadas para as futuras gerações e proporcionam aos moradores e visitantes uma experiência autêntica.
O Museu do Imigrante preserva a história da colonização italiana no país, guardando objetos, documentos e fotografias que retratam a vida dos primeiros imigrantes e sua adaptação ao Brasil. Essa coleção oferece uma visão profunda das dificuldades e conquistas dessa comunidade, enriquecendo o entendimento sobre a formação cultural da cidade. O museu é um dos principais pontos de referência para aqueles que desejam compreender as origens e as tradições que moldaram a identidade da cidade.
Além dos prédios históricos, o município possui diversas vinícolas que preservam construções centenárias, onde técnicas tradicionais de vinificação ainda são praticadas. Esses locais oferecem visitas guiadas que mostram não apenas o processo de produção de vinhos, mas também o valor histórico das construções, algumas das quais foram adaptadas para receber turistas sem perder suas características originais. O enoturismo, aliado ao respeito pelo patrimônio arquitetônico, coloca Bento Gonçalves em uma posição de destaque no cenário nacional, oferecendo uma experiência que combina história, cultura e tradição.

### Feiras
O município destaca-se como um dos maiores polos de eventos do Brasil, sendo sede de importantes feiras que movimentam a economia e o turismo da região. O Parque de Eventos de Bento Gonçalves, com 322.566 metros quadrados de área e 58.000 metros quadrados cobertos e climatizados, é o maior da Região Sul e um dos maiores espaços de eventos da América Latina.

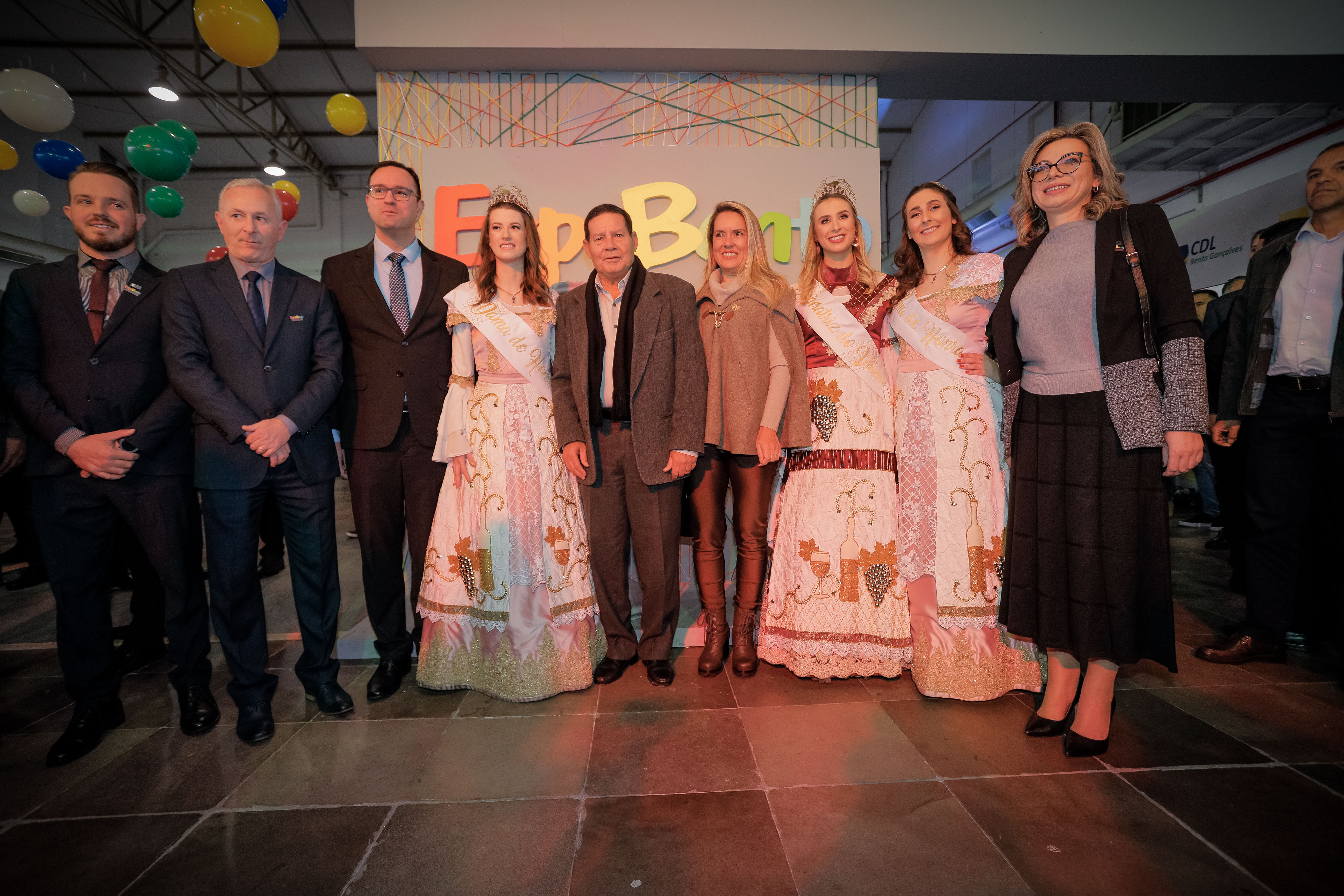
Visita do então Vice-Presidente do Brasil Hamilton Mourão à 30ª edição da ExpoBento, no ano de 2022.

Entre as feiras realizadas está a ExpoBento, criada em 1990, a maior feira multisetorial de compras e entretenimento do país. A ExpoBento reúne quase 500 expositores de diversos segmentos, como agroindústria, vinhos, vestuário e automóveis, atraindo cerca de 270 mil visitantes anualmente e movimentando mais de R$ 50 milhões. Outro evento de destaque é a Festa Nacional do Vinho (Fenavinho), realizada desde 1967. A Fenavinho celebra a cultura da uva e do vinho e reforça a identidade do município com a vitivinicultura, tendo atraído ao longo das décadas grandes personalidades nacionais e ajudado a projetar a cidade no cenário nacional, inclusive contando com a presença do Presidente da República Humberto Castelo Branco na edição inaugural do evento.
No setor moveleiro, o municipio sedia duas grandes feiras internacionais: a Movelsul Brasil, promovida desde 1977, que é a maior feira de móveis da América Latina e atrai lojistas, arquitetos e investidores de diversos países. Já a Fimma Brasil, voltada para a cadeia produtiva de madeira e móveis, é reconhecida internacionalmente como uma das mais importantes no setor, atraindo visitantes de mais de 30 países.
A Fiema Brasil é a principal feira ambiental do sul do Brasil, promovendo o desenvolvimento sustentável e trazendo soluções inovadoras para o setor ambiental. Já a Envase Brasil, focada em tecnologias para embalagens, gera oportunidades de negócios no setor de bebidas e produtos embalados.
Em meio ao cenário vitivinícola, destaca-se a Wine South America, a maior feira de vinhos da América Latina, que reúne empresas e profissionais do setor em Bento Gonçalves, fortalecendo a Serra Gaúcha como principal região produtora de vinhos no país. Além disso, a Avaliação Nacional de Vinhos, organizada desde 1993, é um evento que promove o vinho brasileiro e valoriza as práticas de degustação e apreciação, que permite comparações entre safras e reúne enólogos e experts para aprimorar técnicas enológicas.

### Esporte

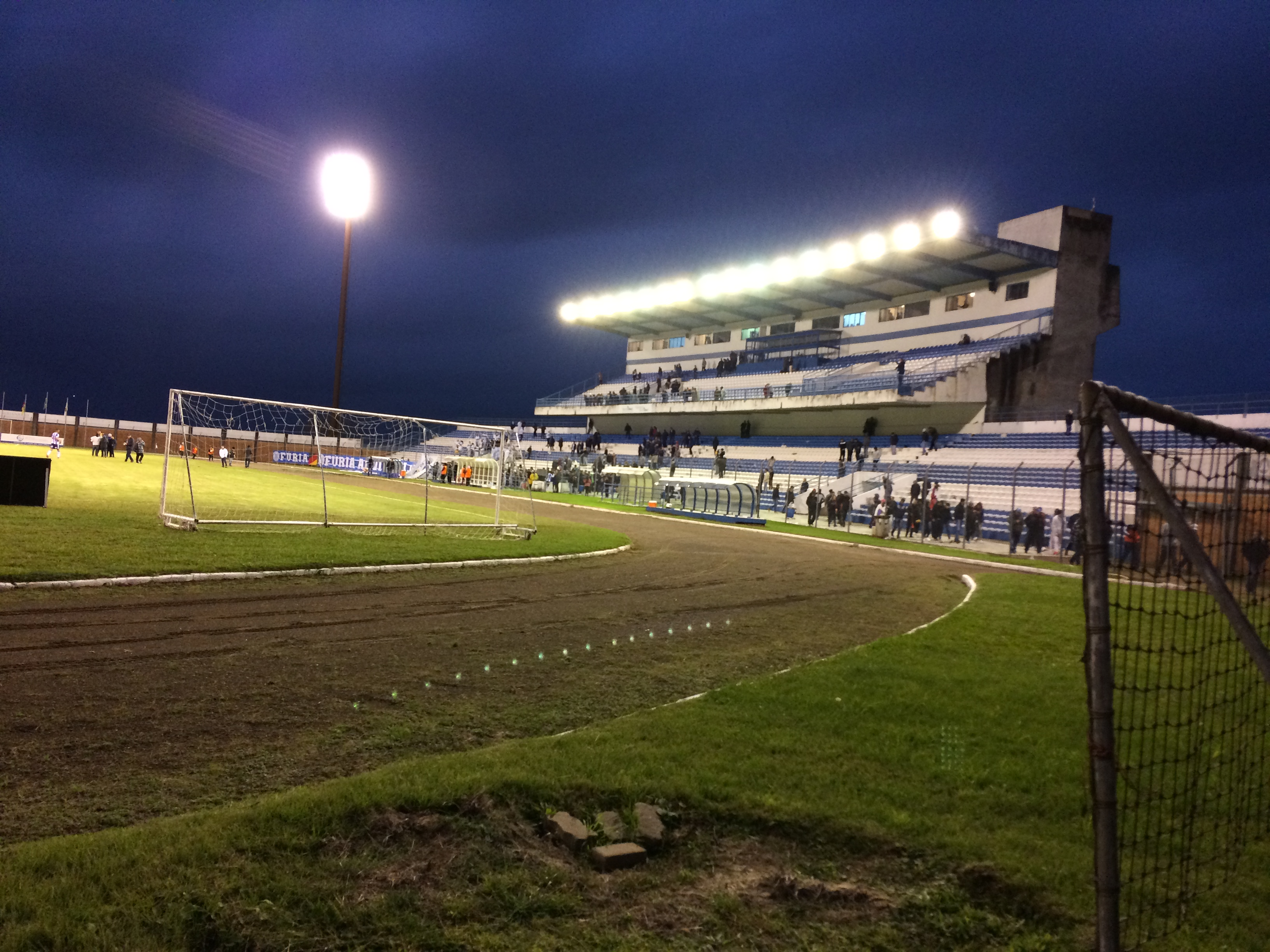
Parque Esportivo Montanha dos Vinhedos, estádio do Esportivo e um dos complexos esportivos mais modernos do Rio Grande do Sul.

O município possui uma grande tradição nos esportes em âmbito nacional, com destaque para o futebol, rugby, voleibol e futsal, contribuindo para a cultura e o entretenimento no município, promovendo a integração comunitária e revelando talentos para o esporte nacional. O principal clube de futebol da cidade é o Clube Esportivo Bento Gonçalves, fundado em 28 de agosto de 1919. O Esportivo foi vice-campeão gaúcho em 1979 e venceu o título de Campeão do Interior por sete vezes. Atualmente, a equipe disputa a Série A2 do Campeonato Gaúcho e manda seus jogos no Parque Esportivo Montanha dos Vinhedos. Além disso, a cidade possui diversos clubes amadores, sendo o Flamengo de São Valentim o mais relevante, com dois títulos estaduais.
O rugby também é uma modalidade de destaque em Bento Gonçalves, em grande parte graças ao Farrapos Rugby Clube. Fundado em 2007, o clube acumula 13 títulos gaúchos e foi campeão do Campeonato Brasileiro de Rugby da Série B em 2010, tornando-se o primeiro clube gaúcho a conquistar um título nacional e a disputar a divisão principal do campeonato brasileiro. Em 2024, o Farrapos venceu a Copa do Brasil de Rugby, consolidando sua relevância no cenário nacional. O município já sediou o Campeonato Sul-Americano de Rugby Seven Masculino de 2011.

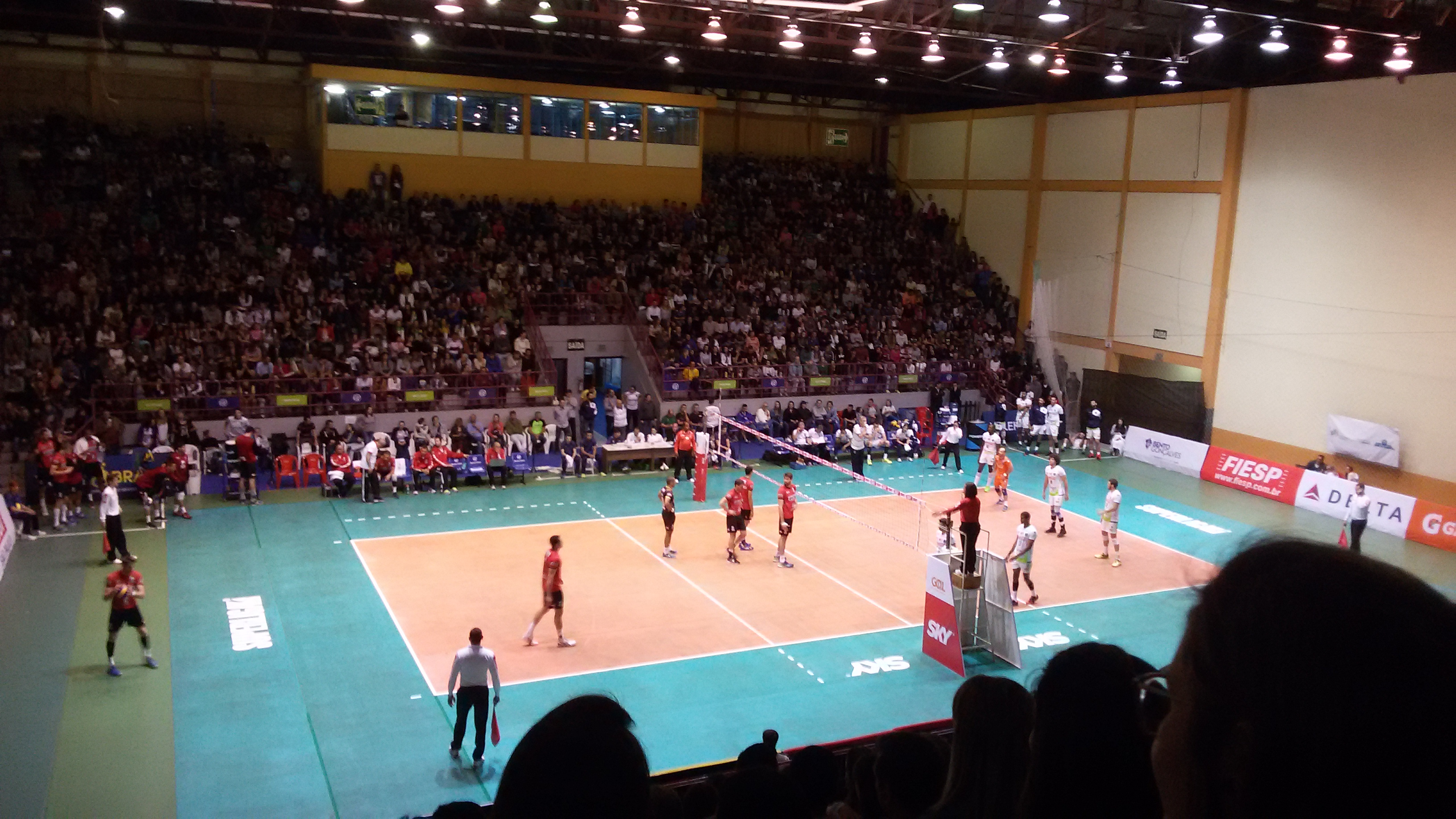
Partida entre o Bento Vôlei e o SESI-SP, no Ginásio Municipal de Esportes.

Já no voleibol, o município é representado pelo Bento Vôlei, equipe que já disputou a primeira divisão da Superliga Brasileira de Voleibol Masculino, principal competição de voleibol do Brasil, conquistando reconhecimento nacional. O clube, que revelou diversos talentos para o voleibol brasileiro, conta com nove núcleos de treinamento, oferecendo prática gratuita para mais de 700 jovens que participam de competições em categorias juvenis e infantis, alcançando grandes resultados nas comepetições de base.
O futsal é o esporte mais praticado no municípios, com diversos ginásios e torneios para diferentes categorias. Atualmente, o município conta com o Bento Gonçalves Futsal (BGF), um dos clubes mais tradicionais do Estado, vencedor do Campeonato Gaúcho de Futsal e da Copa RS de Futsal em 2021. A cidade já foi representada pela equipe Reserg, vice-campeã da Série Prata do Campeonato Gaúcho de Futsal em 1996.
As artes marciais também tem uma grande presença no município, especialmente o jiu-jitsu e o muay thai. Na cidade, a prática das modalidades é incentivada por diversas academias, que treinam jovens para competições regionais e nacionais, promovendo valores como autoestima e disciplina. Tanto no jiu-jitsu como no muay thai, diversos bento-gonçalvenses sagraram-se campeões mundiais, nacionais e estaduais nas modalidades, elevando a relevância dos esportes que não apenas contribuem para o desenvolvimento físico e social dos jovens, mas também levam o nome do município a eventos esportivos internacionais.
O município conta com diversas estruturas para a prática dos esportes, como o Parque Esportivo Montanha dos Vinhedos, estádio de futebol com capacidade para mais de 15 mil espectadores, considerado um dos complexos esportivos mais modernos do Estado, e que já sediou o Campeonato Sul-Americano de Futebol Sub-15 de 2007 e a Copa Internacional Sub-20 de 2019. O Estádio da Montanha, antiga casa do Esportivo com capacidade para 6 mil pessoas, hoje recebe os jogos de rugby do Farrapos, que foi adaptado e foi o primeiro estádio dedicado exclusivamente ao esporte no Brasil. Além disso, o Ginásio Municipal de Esportes Darcy Pozza, batizado em homenagem ao ex-prefeito e ex-deputado federal, recebe diversas partidas e competições de futebol de salão, voleibol, basquete, artes marciais, ginástica artística, entre outras modalidades.

### Feriados
Além dos feriados nacionais e estaduais previstos em lei, a cidade tem feriados próprios: Corpus Christi, com data móvel, e dia de Santo Antônio, padroeiro do município, em 13 de junho.